# 요괴워치의 에피소드 목록
이 항목은 《요괴워치》의 한국판의 에피소드 목록을 나타낸 것이다. 한판은 일판의 방영 내용 중 일부를 방영하지 않았기 때문에 일본판의 화수와 다를 수 있다.

## 1기

### 1차 방영
| 1차 방송 (2014년 10월 28일 첫방송) | 1차 방송 (2014년 10월 28일 첫방송)                                                                     | 1차 방송 (2014년 10월 28일 첫방송) | 1차 방송 (2014년 10월 28일 첫방송)                            | 1차 방송 (2014년 10월 28일 첫방송) | 1차 방송 (2014년 10월 28일 첫방송)                                                   |
| 화수                               | 에피소드명                                                                                             | 방송일                             | 오늘의 요괴 사전                                              | 현재 요괴 수                       | 메달을 주지 않은 요괴                                                                |
| ---------------------------------- | --- | ---------------------------------- | ------------------------------------------------------------- | ---------------------------------- | ------------------------------------------------------------------------------------ |
| 1                                  | 요괴가 나타났다!공포의 사거리                                                                          | 2014년 10월 28일                   | 칙칙하잔느(불쾌) 보노보노(따끈따끈) 지바냥(프리티)            | 3마리                              | 위스퍼(뽀로롱)                                                                       |
| 2                                  | 요괴 접시거북그걸 말하면 어떡해!우울한 세라                                                            | 2014년 10월 28일                   | 접시거북(프리티) 나불할멈(불가사의)                           | 5마리                              | 없음                                                                                 |
| 3                                  | 희귀한 그 녀석요괴 인면견너도 타라락!인면견 Part2●                                                     | 11월 4일                           | 인면견(불쾌) 럭키스네이크(뽀로롱) 타라락(호걸)                | 8마리                              | 배드냥(프리티)                                                                       |
| 4                                  | 요괴사전요괴 공복영감요괴 아차모인면견 Part3●                                                          | 11월 4일                           | 공복영감(따끈따끈) 아차모(불가사의)                           | 10마리                             | 호랑이엄마(완전 무속)                                                                |
| 5                                  | 인면견 Part4●요괴 환상도사퇴마사가 필요해                                                              | 11월 11일                          | 환상도사(불가사의)                                            | 11마리                             | 없음                                                                                 |
| 6                                  | 인면견 Part5●요괴 타올라이온요괴 네가티붕늦게 자면 안돼요                                              | 11월 11일                          | 타올라이온(용맹) 네가티붕(어스름) 냠냠동자(불가사의)          | 14마리                             | 없음                                                                                 |
| 7                                  | 인면견 Part6●백멍이가 왔다!요괴 그게 아니야맨                                                          | 11월 18일                          | 백멍이(프리티)                                                | 15마리                             | 그게 아니야맨(불쾌)                                                                  |
| 8                                  | 인면견 Part7●요괴 샌다끼리요괴 틀어박쥐                                                                | 11월 18일                          | 샌다끼리(호걸) 틀어박쥐(어스름)                               | 17마리                             | 없음                                                                                 |
| 9                                  | 백멍이 1회 ~재회편~●요괴 무사맴로보냥 등장!                                                            | 11월 25일                          | 황멍이(프리티) 무사맴(프리티) 로보냥(호걸)                    | 20마리                             | 없음                                                                                 |
| 10                                 | 백멍이 2회 ~시내에서 만나다 편~●요괴 슬피우새레전드 요괴! 무사냥 등장!                                 | 11월 25일                          | 슬피우새(불쾌) 무사냥(레전드-용맹)                            | 22마리                             | 없음                                                                                 |
| 11                                 | 백멍이 3회 ~개찰구 통과하기 편~●요괴 막써조개요괴 무리담예고! 그 녀석이 돌아온다!!○                    | 12월 2일                           | 막써조개(뽀로롱) 무리담(호걸)                                 | 24마리                             | 없음                                                                                 |
| 12                                 | 백멍이 4회 ~휴대폰 소동 편~●요괴 뽕쟁이인면견 시즌2 "대탈주" 에피소드1●                                | 12월 2일                           | 뽕쟁이(불쾌)                                                  | 25마리                             | 없음                                                                                 |
| 13                                 | 백멍이 5회 ~햄버거 주문하기 편~●요괴 뻥녀요괴 댄서즈인면견 시즌2 "대탈주" 에피소드2●                   | 12월 9일                           | 뻥녀(불쾌) 요괴 댄서즈(따끈따끈) (미역군,다시마군,미역뿌리양) | 29마리                             | 없음                                                                                 |
| 14                                 | 백멍이 6회 ~진달래 타워 구경 편~●요괴 멋골부인과 요괴 안띄림자인면견 시즌2 "대탈주" 에피소드3●         | 12월 9일                           | 안띄림자(어스름) 멋골부인(프리티)                             | 31마리                             | 없음                                                                                 |
| 15                                 | 백멍이 7회~클럽에서 놀기 편~●요괴 온천도니맨요괴 긴코인면견 시즌2 "대탈주" 에피소드4●                  | 12월 16일                          | 긴코(뽀로롱)                                                  | 32마리                             | 온천도니맨(보스요괴-불쾌)                                                            |
| 16                                 | 황금연휴는 요괴와 함께!백멍이 8회 ~우리 형이 최고야 편~●인면견 시즌2 "대탈주" 에피소드5●               | 12월 16일                          | 아싸라나비(따끈따끈) 쏟아비(불쾌) 운외경(불가사의)            | 35마리                             | 없음                                                                                 |
| 17                                 | 요괴 배춤새요괴 삐치뱀인면견 시즌2 "대탈주" 에피소드6●백멍이 시즌2 "시골뜨기의 장밋빛 인생" 에피소드1● | 12월 23일                          | 삐치뱀(뽀로롱) 배춤새(불쾌)                                   | 37마리                             | 없음                                                                                 |
| 18                                 | 구미의 두근두근 대작전 1회●도깨비 시간백멍이 시즌2 "시골뜨기의 장밋빛 인생" 에피소드2●                 | 12월 23일                          | 구미(불가사의)                                                | 38마리                             | 빨간 도깨비(보스요괴-호걸)                                                           |
| 19                                 | 백멍이 시즌2 "시골뜨기의 장밋빛 인생" 에피소드3●요괴 맥구미의 두근두근 대작전 2회 ~놀이동산 편~●       | 12월 30일                          | 맥(프리티)                                                    | 39마리                             | 없음                                                                                 |
| 20                                 | 레전드요괴! 얼짱견!백멍이 시즌2 "시골뜨기의 장밋빛 인생" 에피소드4●                                    | 12월 30일                          | 얼짱견(레전드-불쾌)                                           | 40마리                             | 브루스 윌리스퍼(완전 무속) 윌 스미스퍼(완전 무속) 레오냐르도 디카프리냥(무속-프리티) |

### 2차 방영
| 2차 방송 (2015년 2월 10일 첫방송) | 2차 방송 (2015년 2월 10일 첫방송)                                                        | 2차 방송 (2015년 2월 10일 첫방송) | 2차 방송 (2015년 2월 10일 첫방송)                                 | 2차 방송 (2015년 2월 10일 첫방송) | 2차 방송 (2015년 2월 10일 첫방송)                                          |
| 화수                              | 에피소드명                                                                               | 방송일                            | 오늘의 요괴 사전                                                  | 현재 요괴 수                      | 메달을 주지 않은 요괴                                                      |
| --------------------------------- | ---------------------------------------------------------------------------------------- | --------------------------------- | ----------------------------------------------------------------- | --------------------------------- | -------------------------------------------------------------------------- |
| 21                                | 요괴 안하겠승요괴 못자요사랑과 시와 커피 (한 잔째)●                                      | 2015년 2월 10일                   | 못자요(불쾌) 안하겠승(불가사의)                                   | 42마리                            | 없음                                                                       |
| 22                                | 사랑과 시와 커피 (두 잔째)●요괴 고뿔덕어깨가 쑤셔요                                      | 2015년 2월 10일                   | 고뿔덕(불가사의) 칼칼송이(불쾌) 결림동자(어스름) 결림두목(어스름) | 46마리                            | 없음                                                                       |
| 23                                | 사랑과 시와 커피 (세 잔째)●요괴 자꾸손요괴 사이보그 요괴인                               | 2월 17일                          | 자꾸손(따끈따끈) 사이보그 요괴인(용맹)                            | 48마리                            | 없음                                                                       |
| 24                                | 사랑과 시와 커피 (네 잔째)●요괴 음침까마귀진짜 등장!                                     | 2월 17일                          | 음침까마귀(어스름) 풍술사(불가사의)                               | 50마리                            | 없음                                                                       |
| 25                                | 지바냥의 비밀!                                                                           | 2월 24일                          | 없음                                                              | 50마리                            | 금파(완전 무속) 은파(완전 무속) 저승사자(완전 무속) 빌리대장(용맹)         |
| 26                                | 요괴 다알견요괴 샘새사랑과 시와 커피 (다섯 잔째)●                                        | 2월 24일                          | 샘새(불쾌) 다알견(불가사의)                                       | 52마리                            | 없음                                                                       |
| 27                                | 최신형 요괴워치를 손에 넣어라!상자를 여는 올바른 방법                                    | 3월 3일                           | 지바냥 신메달 (뭐다냥, 냐잉, 브이브이)                            | 52마리                            | 비키비키(어스름)                                                           |
| 28                                | 나왔다! 고전 요괴!퇴마사 리턴즈고전 요괴는 위대해?                                       | 3월 3일                           | 외눈동자(고전-프리티) 깽깽우산(고전-따끈따끈) 뇨롱이(고전-뽀로롱) | 55마리                            | 없음                                                                       |
| 29                                | "태양을 향해 쏴유!" 제1화 인질●요괴 더위타귀요괴 홀랑우산                                | 3월 10일                          | 더위타귀(호걸) 홀랑우산(불가사의) 주먹밥 무사(용맹)               | 58마리                            | 없음                                                                       |
| 30                                | "태양을 향해 쏴유!" 제2화 유괴●요괴 무대꼬요괴 일단 미안                                 | 3월 10일                          | 무대꼬(용맹) 일단 미안(불가사의)                                  | 60마리                            | 없음                                                                       |
| 31                                | 요괴 서유기                                                                              | 3월 17일                          | 미스터 무빙(불가사의)                                             | 61마리                            | 손오공(소개) 저팔계(프리티) 근두운(뽀로롱) 사오정(프리티) 카메라맨(프리티) |
| 32                                | "태양을 향해 쏴유!" 제3화 조사실●요괴 만성사자잘 생긴 요괴 대결!                         | 3월 17일                          | 만성사자(용맹)                                                    | 62마리                            | 없음                                                                       |
| 33                                | "태양을 향해 쏴유!" 제4화 잠복근무●요괴 나으뜸 영감진짜는 누구?                          | 3월 24일                          | 나으뜸 영감(불쾌) 접시부기(고전-프리티)                           | 64마리                            | 없음                                                                       |
| 34                                | "태양을 향해 쏴유!" 제5화 미행●요괴 너해도사요괴 조아나비                                | 3월 24일                          | 너해도사(어스름) 조아나비(따끈따끈) 끝나비(따끈따끈)              | 67마리                            | 없음                                                                       |
| 35                                | "태양을 향해 쏴유!" 제6화 특수경호●요괴 타이타닉요괴 목아파개굴                          | 3월 31일                          | 목아파개굴(뽀로롱)                                                | 68마리                            | 없음                                                                       |
| 36                                | "태양을 향해 쏴유!" 제7화 폭탄처리●요괴 빌리대장요괴 웃곰치                              | 3월 31일                          | 빌리대장(용맹) 웃곰치(뽀로롱)                                     | 70마리                            | 없음                                                                       |
| 37                                | 요괴로 가득한 운동회!"태양을 향해 쏴유!" 마지막 이야기 이별●"급식 시간의 미식가" 예고편○ | 4월 7일                           | 두근토기(호걸) 냅다신발(프리티)                                   | 72마리                            | 없음                                                                       |
| 38                                | 우리들의 간식 전쟁완벽한 집사 요괴 세바스찬"급식 시간의 미식가" 제1화 카레라이스●        | 4월 7일                           | 세바스찬(불가사의)                                                | 73마리                            | 없음                                                                       |
| 39                                | "급식 시간의 미식가" 제2화 푸딩●요괴 뻥계인요괴 까발레리나                               | 4월 14일                          | 뻥계인(불가사의) 까발레리나(레전드-프리티)                        | 75마리                            | 없음                                                                       |
| 40                                | 요괴 톱텐(Top 10)요괴 감추리"급식 시간의 미식가" 제3화 튀김빵●                           | 4월 14일                          | 감추리(어스름)                                                    | 76마리                            | 다이아냥(프리티)                                                           |

### 3차 방영
| 3차 방송 (2015년 8월 4일 첫방송) | 3차 방송 (2015년 8월 4일 첫방송)                                                   | 3차 방송 (2015년 8월 4일 첫방송) | 3차 방송 (2015년 8월 4일 첫방송)             | 3차 방송 (2015년 8월 4일 첫방송) | 3차 방송 (2015년 8월 4일 첫방송)  |
| 화수                             | 에피소드명                                                                         | 방송일                           | 오늘의 요괴 사전                             | 현재 요괴 수                     | 메달을 주지 않은 요괴             |
| -------------------------------- | ---------------------------------------------------------------------------------- | -------------------------------- | -------------------------------------------- | -------------------------------- | --------------------------------- |
| 41                               | "급식 시간의 미식가" 제4화 닭튀김●요괴 귀욤개요괴 날름보따리                       | 8월 4일                          | 귀욤개(프리티) 날름보따리(어스름)            | 78마리                           | 없음                              |
| 42                               | 드라큘냥의 공포                                                                    | 8월 4일                          | 드라큘냥(어스름)                             | 79마리                           | 없음                              |
| 43                               | 레이콘 교수와 수상한 저택                                                          | 8월 11일                         | 꽃감(레전드-따끈따끈)                        | 80마리                           | 없음                              |
| 44                               | 3학년 Y반 열혈 냥이선생 제1화●요괴 따라해 마네킹요괴 코파코파                      | 8월 11일                         | 따라해 마네킹(호걸)                          | 81마리                           | 코파코파(불가사의)                |
| 45                               | 3학년 Y반 열혈 냥이선생 제2화●감기에 걸리면 가시냥요괴 넘흙착해                    | 8월 18일                         | 가시냥(프리티) 넘흙착해(따끈따끈)            | 83마리                           | 설산씨름꾼(호걸) 수박냥(프리티)   |
| 46                               | 3학년 Y반 열혈 냥이선생 제3화●요괴 노머니 라이더레전드 요괴 웅가                   | 8월 18일                         | 노머니 라이더(따끈따끈) 웅가(레전드-어스름)  | 85마리                           | 눈보라공주(프리티) 키위냥(프리티) |
| 47                               | 3학년 Y반 열혈 냥이선생 제4화●사라진 요괴 패드요괴들의 성적표                      | 8월 25일                         | 떡강쇠(용맹)                                 | 86마리                           | 메론냥(프리티)                    |
| 48                               | 크리스마스는 요괴와 함께올해의 산타는 백멍이 형제요괴 산타클 도사                  | 8월 25일                         | 산타클도사(따끈따끈)                         | 87마리                           | 없음                              |
| 49                               | 3학년 Y반 열혈 냥이선생 제5화●밸런타인데이 소동떠돌이 이무기 제1막 최강요괴 레드J● | 9월 1일                          | 이무기(뽀로롱)                               | 88마리                           | 포도냥(프리티) 레드J(프리티)      |
| 50                               | 떠돌이 이무기 제2막 공포의 아지트●요괴 판다 스네이크요괴 해이칼                    | 9월 1일                          | 판다 스네이크(뽀로롱) 해이칼(용맹)           | 90마리                           | 없음                              |
| 51                               | 떠돌이 이무기 제3막 지옥의 군단●요괴 우녀와 쾌청남요괴 뒤집얼                      | 9월 8일                          | 우녀(프리티) 쾌청남(따끈따끈) 뒤집얼(프리티) | 93마리                           | 없음                              |
| 52                               | 떠돌이 이무기 종막 절망의 진실●요괴 얼룩덜룩                                       | 9월 8일                          | 얼룩덜룩(호걸) 길인도깨비(어스름)            | 95마리                           | 마이티도그(프리티)                |
| 53                               | 요괴 오들강지요괴 뽑기 해골요괴 수북털                                             | 9월 15일                         | 오들강지(프리티) 더부룩털(고전-불쾌)         | 97마리                           | 뽑기 해골(보스요괴-어스름)        |
| 54                               | 요괴 부러버요괴 때리멍요괴 왕후회선장                                              | 9월 15일                         | 부러버(따끈따끈) 때리멍(뽀로롱)              | 99마리                           | 왕후회선장(보스요괴-불쾌)         |
| 55                               | 요괴 도둑보따리요괴 때쟁이결성! 백멍이 탐험대 1회                                  | 9월 22일                         | 도둑보따리(어스름) 때쟁이(고전-용맹)         | 101마리                          | 없음                              |
| 56                               | 백멍이 탐험대 2회-네시 편●요괴 묵파신요괴 불신도깨비                               | 9월 22일                         | 묵파신(불가사의) 불신도깨비(어스름)          | 103마리                          | 없음                              |
| 57                               | 백멍이 탐험대 3회-평한범 씨저아 편●화장실의 요괴 영희요괴 지휘뱀                   | 9월 29일                         | 영희(불쾌) 지휘뱀(뽀로롱)                    | 105마리                          | 없음                              |
| 58                               | 백멍이 탐험대 4회-그레이 7호 성인 편●요괴 참맘모스요괴 NALBAM                      | 9월 29일                         | 참맘모스(호걸) NALBAM(날밤/어스름)           | 107마리                          | 없음                              |
| 59                               | 백멍이 탐험대 5회-뜨아피라 편●싸워라! 요괴워치 특공대요괴 네 개 눈                 | 10월 6일                         | 네 개 눈(불가사의)                           | 108마리                          | 민달팽이(무속)                    |
| 60                               | 백멍이 탐험대 6회-고대의 황금 보물 편●요괴 만우절요괴 겁주귀                       | 10월 6일                         | 겁주귀(용맹)                                 | 109마리                          | 없음                              |
| 61                               | 백멍이 탐험대 7회-예이티 편●요괴 형님 등장!요괴 멍모자                             | 10월 13일                        | 요괴 형님(호걸) 멍모자(불가사의)             | 111마리                          | 없음                              |
| 62                               | 백멍이 탐험대 최종회-왕조작 PD 최후의 날 편●요괴 뽕귀신                            | 10월 13일                        | 뽕귀신(불쾌)                                 | 112마리                          |                                   |

### 4차 방영
| 4차 방송 (2015년 12월 22일 첫방송) | 4차 방송 (2015년 12월 22일 첫방송)                                     | 4차 방송 (2015년 12월 22일 첫방송) | 4차 방송 (2015년 12월 22일 첫방송)               | 4차 방송 (2015년 12월 22일 첫방송) | 4차 방송 (2015년 12월 22일 첫방송) |
| 화수                               | 에피소드명                                                             | 방송일                             | 오늘의 요괴 사전                                 | 현재 요괴 수                       | 메달을 주지 않은 요괴              |
| ---------------------------------- | ---------------------------------------------------------------------- | ---------------------------------- | ------------------------------------------------ | ---------------------------------- | ---------------------------------- |
| 63                                 | 더부살이-제1회 깔끔쟁이●요괴 웃기자나강아지 시간                       | 12월 22일                          | 더부살이(고전-따끈따끈) 웃기자나(불가사의)       | 114마리                            | 없음                               |
| 64                                 | 더부살이-제2회 부지런한 더부살이 부대●나의 주인님은 세라               | 12월 22일                          | 골드냥(호걸) 블랙 이무기(뽀로롱)                 | 116마리                            | 없음                               |
| 65                                 | 더부살이-제3회 목숨 걸고 일하는 더부살이●요괴 민폐가수스가짜 민호 등장 | 12월 29일                          | 민폐가수스(어스름)                               | 117마리                            | 없음                               |
| 66                                 | 더부살이-제4회 신참 1회●요괴 한쪽편깨비요괴 주름할멈                   | 12월 29일                          | 한쪽편깨비(어스름) 주름할멈(불쾌) 불노아씨(불쾌) | 120마리                            | 없음                               |
| 67                                 | 더부살이-제5회 신참 2회-수험생●요괴 부럽쌀틀어박쥐의 비밀              | 2016년 1월 5일                     | 부럽쌀(호걸)                                     | 121마리                            | 없음                               |
| 68                                 | 더부살이-제6회 신참 3회-연애●요괴 홀리데이공포 특급 호러존 1회-치과●   | 1월 5일                            | 충치백작(어스름)                                 | 122마리                            | 없음                               |
| 69                                 | 요괴 엎드려송요괴 왕고약요괴 헤매차                                    | 1월 12일                           | 왕고약(어스름) 엎드려송(불가사의) 헤매차(호걸)   | 125마리                            | 없음                               |
| 70                                 | 요괴 화나지네요괴 인어요괴 코에피                                      | 1월 12일                           | 화나지네(뽀로롱) 인어(고전-뽀로롱) 코에피(불쾌)  | 128마리                            | 없음                               |
| 71                                 | 내 친구 꺼멍이로보냥F 등장백멍이가 간다-제1회 전자마트●                | 1월 19일                           | 로보냥F(호걸)                                    | 129마리                            | 없음                               |
| 72                                 | 백멍이가 간다-제2회 라면가게●요괴 서툴러죠스요괴 승부사                | 1월 19일                           | 서툴러죠스(뽀로롱) 승부사(용맹)                  | 131마리                            | 없음                               |
| 73                                 | 백멍이가 간다-제3회 헬스클럽●요괴 노이즈 라이더무대꼬 여름 축제        | 1월 26일                           | 노이즈 라이더(불쾌)                              | 132마리                            | 없음                               |

## 2기

### 1차 방영
| 1차 방송 (2016년 2월 23일 첫방송) | 1차 방송 (2016년 2월 23일 첫방송)                                                                                         | 1차 방송 (2016년 2월 23일 첫방송) | 1차 방송 (2016년 2월 23일 첫방송)                                        | 1차 방송 (2016년 2월 23일 첫방송) | 1차 방송 (2016년 2월 23일 첫방송) |
| 화수                              | 에피소드명 | 방송일                            | 오늘의 요괴 사전                                                         | 현재 요괴 수                      | 메달을 주지 않은 요괴             |
| --------------------------------- | --- | --------------------------------- | ------------------------------------------------------------------------ | --------------------------------- | --------------------------------- |
| 1 (74)                            | 우사뿅 등장! | 2월 23일                          | USA뿅(어스름)                                                            | 133마리                           | 없음                              |
| 2 (75)                            | 새로운 요괴워치미래와 우사뿅의 우주선 미니미니 조립-제1회 엔진●                                                           | 3월 1일                           | 모르겠콘(불가사의)                                                       | 134마리                           | 마크 웨일버그(뽀로롱)             |
| 3 (76)                            | 백멍이가 간다-제4회 도예교실●공포 특급 호러존 제2회-어둠 속의 그림자●미래와 우사뿅의 우주선 미니미니 조립-제2회 연료전지● | 3월 8일                           | 발전신(불가사의)                                                         | 135마리                           | 없음                              |
| 4 (77)                            | 풍뎅 무사와 사슴벌레 무사요괴 아더월월무사맴 콘서트에 가다백멍이가 간다-제5회 스포츠마사지●                               | 3월 15일                          | 풍뎅 무사(호걸) 사슴벌레 무사(용맹) 아더월월(프리티) 눈보라 공주(프리티) | 139마리                           | 없음                              |
| 5 (78)                            | 민호의 거창한 꿈요괴 시기떡요괴 외눈짚신                                                                                  | 3월 22일                          | 외눈짚신(고전-불가사의)                                                  | 140마리                           | 시기떡(용맹)                      |
| 6 (79)                            | 미래와 우사뿅의 우주선 미니미니 조립-제3회 냉각장치●비밀스러운 장보기!백멍이 택시-제1회 인면견●                           | 3월 29일                          | 비키비키                                                                 | 141마리                           | 없음                              |
| 7 (80)                            | 요괴 근질근질샌다끼리 소동지바냥의 하루                                                                                   | 4월 5일                           | 근질근질(어스름)                                                         | 142마리                           | 없음                              |
| 8 (81)                            | 미래와 우사뿅의 우주선 미니미니 조립-제4회 안전장치●요괴 비싸동백멍이 택시-제2회 로보냥●                                  | 4월 12일                          | 비싸동(호걸)                                                             | 142마리                           | 없음                              |
| 9 (82)                            | 만성사자와 뽕쟁이요괴 피뢰신백멍이 택시-제3회 웅가●                                                                       | 4월 19일                          | 번개아빠(따끈따끈) 보살엄니(따끈따끈) 피뢰신(호걸)                       | 145마리                           | 없음                              |
| 10 (83)                           | 미래와 우사뿅의 우주선 미니미니 조립-제5회 두뇌●요괴 쫄데빌요괴 다컸개                                                    | 4월 26일                          | 쫄데빌(어스름) 다컸개(프리티)                                            | 147마리                           | 없음                              |
| 11 (84)                           | 우주선이 발사되는 날미래우사 요괴탐정 사무소 CASE- 제1회 덮밥요괴 연속살인사건●                                           | 5월 3일                           | 백(프리티) 우동씨름꾼(호걸)                                              | 149마리                           | 없음                              |

### 2차 방영
| 2차 방송 (2016년 7월 18일 첫방송) | 2차 방송 (2016년 7월 18일 첫방송) | 2차 방송 (2016년 7월 18일 첫방송) | 2차 방송 (2016년 7월 18일 첫방송)                              | 2차 방송 (2016년 7월 18일 첫방송) | 2차 방송 (2016년 7월 18일 첫방송)                 |
| 화수                              | 에피소드명 | 방송일                            | 오늘의 요괴 사전                                               | 현재 요괴 수                      | 메달을 주지 않은 요괴                             |
| --------------------------------- | --- | --------------------------------- | -------------------------------------------------------------- | --------------------------------- | ------------------------------------------------- |
| 12 (85)                           | 크리스마스날의 정전! 요괴워치를 갱신하라! | 7월 18일                          | 마크 웨일버그(뽀로롱) 에디슨(레전드-불가사의)                  | 151마리                           | 없음                                              |
| 13 (86)                           | 미래우사 요괴탐정 사무소 CASE- 제2회 소프트아이스크림 한입 실종사건●요괴 길치탱요괴 잠꿀돼지                                                        | 7월 19일                          | 길치탱(호걸) 잠꿀돼지(용맹) 열불돼지(용맹)                     | 154마리                           | 없음                                              |
| 14 (87)                           | 요괴 선데이 선디요괴 기억났자라백멍이 택시-제4회 드라큘냥●                                                                                          | 7월 19일                          | 선데이 선디(따끈따끈) 기억났자라(뽀로롱)                       | 156마리                           | 없음                                              |
| 15 (88)                           | 다 같이 노래하자! 요괴 홍백 노래자랑! | 7월 26일                          | 뮤직메달들 (지바냥,칙칙하잔느 외 5개)                          | 161마리                           | 질척이(불쾌) 없구리(고전-불가사의) 위스냥(프리티) |
| 16 (89)                           | 미래우사 요괴탐정 사무소 CASE- 제3회 리모콘 요괴 살인사건●요괴 삭스네이크요괴 돌려대야                                                              | 7월 26일                          | 삭스네이크(뽀로롱) 돌려대야(불쾌)                              | 163마리                           | 없음                                              |
| 17 (90)                           | 미래우사 요괴탐정 사무소 CASE- 제4회 우중충한 계열 요괴 연속 살인사건●복숭아 무사냥과 세 마리의 부하들고전 요괴 할로윈 파티                         | 8월 2일                           | 복숭아 무사냥(용맹) 멍멍냥(호걸) 멍키냥(프리티) 꿩냥(따끈따끈) | 167마리                           | 없음                                              |
| 18 (91)                           | 미래우사 요괴탐정 사무소 CASE- 제5회 코파코파 요괴 연속 살인사건●요괴 으악!어단단한 것이 필요한 무사냥!                                             | 8월 2일                           | 으악!어(뽀로롱) 위스냥(프리티)                                 | 169마리                           | 무스냥(불쾌)                                      |
| 19 (92)                           | 미래우사 요괴탐정 사무소 CASE- 제6회 가시 요괴 습격 사건●요괴 역시나죠요괴 자기혐왕                                                                 | 8월 9일                           | 역시나죠(어스름) 너덜빵(프리티) 자기혐왕(어스름)               | 172마리                           | 없음                                              |
| 20 (93)                           | 미래우사 요괴탐정 사무소 VS 괴도 코팡- 제1회 사라진 국보급 접시●요괴 랩퍼부기미래우사 요괴탐정 사무소 VS 괴도 코팡- 제2회 사라진 붉은 보물●         | 8월 9일                           | 랩퍼부기(어스름)                                               | 173마리                           | 없음                                              |
| 21 (94)                           | 지바냥 탄생의 비밀이다 냥! | 8월 23일                          | 없음                                                           | 173마리                           | 없음                                              |
| 22 (95)                           | 미래우사 요괴탐정 사무소 VS 괴도 코팡- 제3회 사라진 마성의 거울●요괴 정전귀요괴 뒹굴롬버스냥                                                        | 8월 23일                          | 정전귀(불가사의) 뒹굴롬버스냥(프리티) 콜롬버스(레전드-용맹)    | 176마리                           | 없음                                              |
| 23 (96)                           | 미래우사 요괴탐정 사무소 VS 괴도 코팡 -제4회 사라진 전설의 옷●요괴 파티하우스!미래우사 요괴탐정 사무소 VS 괴도 코팡- 제5회 사라진 눈보다 새하얀 옷● | 8월 30일                          | 파티하우스(불가사의)                                           | 177마리                           | 없음                                              |
| 24 (97)                           | 요괴도 세뱃돈 주세요막써조개의 번식요괴 숨기종요괴 떠떠벌                                                                                           | 8월 30일                          | 숨기종(불가사의) 떠떠벌(호걸)                                  | 179마리                           | 왕빠삭군(어스름)                                  |
| 25 (98)                           | 미래우사 요괴탐정 사무소 VS 괴도 코팡- 제6회 사라진 황금 갑옷과 코팡의 정체!●요괴 순악질요괴 사기닭                                                 | 9월 6일                           | 순악질(불쾌) 사기닭(어스름)                                    | 181마리                           | 완전깨알(불가사의)                                |
| 26 (99)                           | 3학년 Y반 열혈 냥이선생 시즌2-제1회 백미학교●공포의 5학년 1반- 제1회 노머니 라이더의 도전●요괴 바사삭 베이컨                                        | 9월 6일                           | 바사삭 베이컨(어스름)                                          | 182마리                           | 없음                                              |
| 27 (100)                          | 3학년 Y반 열혈 냥이선생 시즌2-제2회 화염학교●공포의 5학년 1반- 제2회 웅가, 남극에 가라앉다!●요괴 망했골미래의 밸런타인 데이                         | 9월 13일                          | 망했골(호걸)                                                   | 183마리                           | 없음                                              |
| 28 (101)                          | 3학년 Y반 열혈 냥이선생 시즌2-제3회 두근두근 학교●공포의 5학년 1반- 제3회 타라락, 석양에 저물다●요괴 너하겟                                         | 9월 13일                          | 너하겟(불가사의)                                               | 184마리                           | 없음                                              |
| 29 (102)                          | 3학년 Y반 열혈 냥이선생 시즌2-제4회 냥냥 학교●공포의 5학년 1반- 제4회 세바스찬 침몰하다●요괴 가정부 오케이마이어                                    | 9월 20일                          | 오케이마이어(따끈따끈)                                         | 185마리                           | 없음                                              |
| 30 (103)                          | 3학년 Y반 열혈 냥이선생 시즌2-제5회 시끌시끌 학교●방과 후의 책가방 가위바위보공포의 5학년 1반- 제5회 까발레리나 지식의 바다에 가라앉다!●            | 9월 20일                          | 무리성(호걸) 넘흙착해 사원(따끈따끈)                           | 187마리                           | 없음                                              |
| 31 (104)                          | 3학년 Y반 열혈 냥이선생 시즌2-제6회 잘라잘라 학교●공포의 5학년 1반- 제6회 네가티붕과 슬피우새 우정에 울다●요괴 오버거                               | 9월 27일                          | 오버거(호걸)                                                   | 188마리                           | 없음                                              |
| 32 (105)                          | 3학년 Y반 열혈 냥이선생 시즌2-제7회 교실 붕괴 학교●공포의 5학년 1반- 제7회 불신도깨비 강철 소녀들에게 산산히 부서지다●요괴 암것도없나이트           | 9월 27일                          | 암것도없나이트(뽀로롱)                                         | 189마리                           | 없음                                              |
| 33 (106)                          | 한밤의 요괴 뮤직 카운트다운요괴삼국지 1부● | 10월 4일                          | 장군메달들 (지바냥,백멍이,황멍이,위스퍼 총4개)                 | 193마리                           | 없음                                              |
| 34 (107)                          | 공포의 5학년 1반- 제8회 얼짱견 주먹밥 지옥에서 포효하다●요괴 막말하견요괴삼국지 2부●요괴 깎치                                                       | 10월 4일                          | 막말하견(불가사의) 깎치(뽀로롱)                                | 195마리                           | 누룽지무사(용맹)                                  |

### 3차 방영
| 3차 방송 (2016년 12월 6일 첫방송) | 3차 방송 (2016년 12월 6일 첫방송)                                                                                            | 3차 방송 (2016년 12월 6일 첫방송) | 3차 방송 (2016년 12월 6일 첫방송)   | 3차 방송 (2016년 12월 6일 첫방송) | 3차 방송 (2016년 12월 6일 첫방송) |
| 화수                              | 에피소드명 | 방송일                            | 오늘의 요괴 사전                    | 현재 요괴 수                      | 메달을 주지 않은 요괴             |
| --------------------------------- | --- | --------------------------------- | ----------------------------------- | --------------------------------- | --------------------------------- |
| 35 (108)                          | 공포의 5학년 1반- 제9회 늙어버린 꽃감!●요괴 난워째요괴 삼국지 3부●                                                           | 12월 6일                          | 난워째(불가사의)                    | 196마리                           | 없음                              |
| 36 (109)                          | 요괴 직업 시리즈-제1회 요괴 소방관●요괴 끝창고요괴 삼국지 4부●공포 특급 호러존-계속 열리는 문                                | 12월 6일                          | 끝창고(호걸) 누룽지무사(용맹)       | 198마리                           | 열지퍼(불가사의)                  |
| 37 (110)                          | 공포의 5학년 1반- 제10회 배춤새, 인도 춤에 지다●요괴 직업 시리즈-제2회 요괴 병원●요괴 뽐벌룬요괴 삼국지 5부●                 | 12월 13일                         | 뽐벌룬(용맹) 맞장북(불쾌)           | 200마리                           | 없음                              |
| 38 (111)                          | 공포의 5학년 1반- 제11회 요괴 최종 대결 끝판왕이 나타나다●요괴 직업 시리즈-제3회 요괴 스턴트맨●요괴 에코영감요괴 삼국지 6부● | 12월 13일                         | 에코영감(따끈따끈)                  | 201마리                           | 없음                              |
| 39 (112)                          | 개막! 요괴 F1 그랑프리 | 12월 20일                         | 난폭운전산(호걸)                    | 202마리                           | 없음                              |
| 40 (113)                          | 요괴 직업 시리즈-제4회 요괴 객실 승무원●미래우사 요괴 탐정사무소 조사파일1: 코파코파●요괴 삼국지 7부●                        | 12월 20일                         | 없음                                | 202마리                           | 없음                              |
| 41 (114)                          | 요괴 직업 시리즈-제5회 요괴 유치원●미래우사 요괴 탐정사무소 조사파일2: 나불할멈●요괴 부수다이노요괴 삼국지 8부●              | 12월 27일                         | 부수다이노(뽀로롱)                  | 203마리                           | 없음                              |
| 42 (115)                          | 미래우사 요괴 탐정사무소 조사파일3: 타올라이온●요괴 직업 시리즈-제6회 요괴 수족관●요괴 차나차나요괴 삼국지 9부●              | 12월 27일                         | 차나차나(호걸)                      | 204마리                           | 없음                              |
| 43 (116)                          | 요괴 직업 시리즈-제7회 요괴 경찰●미래우사 요괴 탐정사무소 조사파일4: 보노보노●요괴 글렀어주전자요괴 삼국지 10부●             | 2017년 1월 3일                    | 글렀어주전자(뽀로롱)                | 205마리                           | 없음                              |
| 44 (117)                          | 요괴 직업 시리즈-제8회 요괴 패밀리 레스토랑●미래우사 요괴 탐정사무소 조사파일5: 타라락●요괴 귀차람쥐                         | 1월 3일                           | 귀차람쥐(어스름)                    | 206마리                           | 없음                              |
| 45 (118)                          | 미래우사 요괴 탐정사무소 조사파일6: 눈보라공주●안드로이드 영수-제1회 출격●요괴 불안관                                        | 1월 10일                          | 불안관(불쾌)                        | 207마리                           | 설녀(프리티)                      |
| 46 (119)                          | 안드로이드 영수-제2회 초조●요괴 비상구안드로이드 영수-제3회 갈등●요괴 그치만레몬                                             | 1월 10일                          | 비상구(불가사의) 그치만레몬(프리티) | 209마리                           | 없음                              |
| 47 (120)                          | 안드로이드 영수-제4회 철퇴●미래우사 요괴탐정사무소 조사파일7: 까발레리나●요괴 아야야타임즈                                   | 1월 17일                          | 아야야타임즈(어스름)                | 210마리                           | 없음                              |
| 48 (121)                          | 안드로이드 영수-제5회 고립●미래우사 요괴탐정사무소 조사파일8: 때리멍●요괴 곤란한걸                                           | 1월 17일                          | 곤란한걸(프리티)                    | 211마리                           | 없음                              |

## 3기[1]
| (2017년 3월 28일 첫방송) | (2017년 3월 28일 첫방송)                                                                                             | (2017년 3월 28일 첫방송) | (2017년 3월 28일 첫방송)                                    | (2017년 3월 28일 첫방송) | (2017년 3월 28일 첫방송)                         |
| 화수                     | 에피소드명 | 방송일                   | 오늘의 요괴 사전                                            | 현재 요괴 수             | 메달을 주지 않은 요괴                            |
| ------------------------ | --- | ------------------------ | ----------------------------------------------------------- | ------------------------ | ------------------------------------------------ |
| 1 (122)                  | 톰냥 등장! 새로운 요괴워치 드림을 찾아라!                                                                            | 3월 28일                 | 드림메달들 톰냥(프리티)외 11개                              | 223마리                  | 없음                                             |
| 2 (123)                  | 안드로이드 영수 제6화: 허탈●톰냥과 제리요괴 따오기 탐정                                                              | 4월 4일                  | 따오기 탐정(불가사의)                                       | 224마리                  | 없음                                             |
| 3 (124)                  | 안드로이드 영수 마지막회: 애수●누나 관찰일기요괴 고기굽귀                                                            | 4월 11일                 | 어메이징 베이비(프리티) 고기굽귀(용맹)                      | 226마리                  | 없음                                             |
| 4 (125)                  | 비버리멍스의 아이들 1화: 파티●미래의 생각하는 사람 1부●웅가와 멍모자                                                 | 4월 18일                 | 씽킹거루(따끈따끈)                                          | 227마리                  | MM브라더스(드림-프리티)                          |
| 5 (126)                  | 미래의 생각하는 사람 2부●우사뿅의 가출요괴 뱅아리요괴 짱짱문어                                                       | 4월 25일                 | 뱅아리(프리티) 짱짱문어(뽀로롱)                             | 229마리                  | 없음                                             |
| 6 (127)                  | 비버리멍스의 아이들 2화: 크루즈 여행●요괴들과 함께 하는 세라피어즈 쇼!요괴 억울문어                                  | 5월 2일                  | 억울문어(뽀로롱)                                            | 230마리                  | 없음                                             |
| 7 (128)                  | 비버리멍스의 아이들 3화: 파자마 파티●톰냥 vs 밀가루 음식요괴 슬북이                                                  | 5월 9일                  | 슬북이(호걸)                                                | 231마리                  | 없음                                             |
| 8 (129)                  | 비버리멍스의 아이들 4화: 쇼핑●요괴 찰낫해변가의 앗 뜨거 게임                                                         | 5월 16일                 | 찰낫(고전-프리티)                                           | 232마리                  | 없음                                             |
| 9 (130)                  | 비버리멍스의 아이들 5화: 드라이브●요괴 태연함요괴 전력승부사                                                         | 5월 23일                 | 태연함(호걸) 전력승부사(용맹)                               | 234마리                  | 없음                                             |
| 10 (131)                 | 비버리멍스의 아이들 6화: 맛집 데이트●미래의 생각하는 사람 3부●요괴 투모로우걸                                        | 5월 30일                 | 투모로우걸(따끈따끈)                                        | 235마리                  | 없음                                             |
| 11 (132)                 | 비버리멍스의 아이들 마지막 화: 졸업●특종! 불가사의「무」피시맨 편●요괴 귀여시                                        | 6월 6일                  | 귀여시(프리티)                                              | 236마리                  | 없음                                             |
| 12 (133)                 | 특종! 불가사의「무」다이노사우로이드 편●요괴 내맘이용요괴 만족했소                                                   | 6월 13일                 | 내맘미용(뽀로롱) 만족했소(호걸)                             | 238마리                  | 없음                                             |
| 13 (134)                 | 요괴 시키는걸특종! 불가사의「무」저지 데블 편● 요괴 허둥지룸바                                                       | 6월 20일                 | 시키는걸(프리티) 허둥지룸바(불쾌)                           | 240마리                  | 없음                                             |
| 14 (135)                 | 등장! 요괴 블래스터톰냥의 외국 문화 체험: 죽방울 놀이●특종! 불가사의「무」고트맨 편●                                 | 6월 27일                 | 블래스터                                                    | 240마리                  | 없음                                             |
| 15 (136)                 | 요괴 꿀꺽죠스특종! 불가사의「무」모스맨 편●요괴 나몰라런너                                                           | 7월 4일                  | 꿀꺽죠스(뽀로롱) 나몰라런너(프리티)                         | 242마리                  | 없음                                             |
| 16 (137)                 | 특종! 불가사의「무」우사뾰로이드 편●요괴 뺀질이요괴 베개뒤집괴                                                       | 7월 11일                 | 뺀질이(불쾌) 베개뒤집괴(고전-용맹)                          | 244마리                  | 없음                                             |
| 17 (138)                 | 요괴 냐미네이터'무궁화 꽃이 피었습니다': 필승 전략?톰냥의 외국 문화 체험: 떡메치기요괴 괴팍양위스퍼의 가출           | 7월 18일                 | 냐미네이터(호걸) 괴팍양(어스름)                             | 246마리                  | 없음                                             |
| 18 (139)                 | 수상한 미래를 쫓아라요괴 하모하모요괴 흥칫뿡케이크                                                                   | 7월 25일                 | 하모하모(따끈따끈) 흥칫뿡케이크(프리티)                     | 248마리                  | 없음                                             |
| 19 (140)                 | 윤민호 vs 주미래요괴 고자질밤요괴 뭐라부엉톰냥의 외국문화 체험: 팽이                                                 | 8월 1일                  | 고자질밤(어스름) 뭐라부엉(불가사의)                         | 250마리                  | 없음                                             |
| 20 (141)                 | 지바냥과 5개의 선물이다냥!요괴에 대한 궁금증을 우덜이 해결해 드릴게유! 스페셜                                        | 8월 8일                  | 없음                                                        | 250마리                  | 없음                                             |
| 21 (142)                 | 톰냥의 외국 문화 체험: 요괴 카드 놀이요괴 답정마왕눈보라공주와 백멍이                                                | 8월 15일                 | 답정마왕(불쾌)                                              | 251마리                  | 없음                                             |
| 22 (143)                 | 백멍이와 황멍이의 워메~한 일본 여행 in 오사카●미래우사 요괴 미스터리 파일1 UFO편●체험! 요괴 바주카!                  | 8월 22일                 | 바주카                                                      | 251마리                  | 없음                                             |
| 23 (144)                 | 백멍이와 황멍이의 워메~한 일본 여행 in 나고야●복숭아 무사냥의 호철귀 퇴치●결투! 이불 밖으로 안 나오기 대회!          | 8월 29일                 | 일없으신(불가사의)                                          | 252마리                  | 없음                                             |
| 24 (145)                 | 백멍이와 황멍이의 워메~한 일본 여행 in 홋카이도●미래우사 요괴 미스터리 파일2 미스터리 서클 편●요괴 꾹멍이            | 9월 5일                  | 꾹멍이(따끈따끈)                                            | 253마리                  | 없음                                             |
| 25 (146)                 | 백멍이와 황멍이의 워메~한 일본 여행 in 시즈오카●톰냥의 외국 문화 체험: 요괴 도깨비 쫓기 편요괴 갈갈이 레터           | 9월 12일                 | 도깨귀(레전드-호걸) 갈갈이 레터(불쾌)                       | 254마리                  | 없음                                             |
| 26 (147)                 | 백멍이와 황멍이의 워메~한 일본 여행 in 가가와●요괴 스피치 공주미래우사 요괴 미스터리 파일3 폴터가이스트 편●          | 9월 19일                 | 스피치 공주(레전드-프리티)                                  | 255마리                  | 없음                                             |
| 27 (148)                 | 밸런타인♡ 두근두근 초콜릿 파티백멍이와 황멍이의 워메~한 일본 여행 in 오키나와● 요괴 아차                             | 9월 26일                 | 레인본(불가사의) 아차(용맹)                                 | 256마리                  | 없음                                             |
| 28 (149)                 | 백멍이와 황멍이의 워메~한 일본 여행 in 후쿠오카●미래우사 요괴 미스터리 파일4 도플갱어 편●요괴 자랑혀팔사             | 10월 10일                | 자랑혀팔사(레전드-뽀로롱)                                   | 257마리                  | 10월 3일은 짱구는 못말려 17기 방영으로 인해 결방 |
| 29 (150)                 | 미래우사 요괴 미스터리 파일5 동물비 편●요괴 글모써영감위스퍼의 졸업                                                  | 10월 17일                | 글모써영감(어스름)                                          | 258마리                  | 없음                                             |
| 30 (151)                 | 미래우사 요괴 미스터리 파일6 주미래의 정체를 밝혀라 편●백멍이와 황멍이의 워메~한 일본 여행 in 히로시마●요괴 편하구리 | 10월 24일                | 편하구리(프리티)                                            | 259마리                  | 없음                                             |
| 31 (152)                 | 요괴워치 버스터즈요괴에 대한 궁금증을 우덜이 해걸해 드릴게유 스페셜 part.2                                           | 10월 31일                | 없음                                                        | 260마리                  | 없음                                             |
| 32 (153)                 | 새 학기! 돌아온 냥이 선생 vs GTR다 같이 머리를 맞대봅시다! 새로운 요괴 시리즈 회의●백멍이와 1학년                    | 11월 7일                 | 없음                                                        | 260마리                  | 없음                                             |
| 33 (154)                 | 도깨비스타즈 전원 집합! 탐험대●요괴 안돼야볼미래의 변신                                                              | 11월 14일                | 안돼야볼(용맹) 에이스나인(용맹)                             | 262마리                  |                                                  |
| 34 (155)                 | 새로운 요괴 시리즈 회의: 미션 냥파서블●요괴 이러저러콘다독점 중계! 요괴 육상대회                                     | 11월 21일                | 이러저러콘다(뽀로롱) 금일등(호걸) 은이등(호걸) 동삼등(호걸) | 266마리                  | 없음                                             |
| 35 (156)                 | 황금연휴! 백멍이 황멍이의 워메~한 세계여행 in 하와이●미래의 황금연휴는 요괴들과 함께!요괴 돌아갈넥마법소녀 냥마녀    | 11월 28일                | 돌아갈넥(불쾌) 냥마녀(불가사의)                             | 268마리                  | 없음                                             |
| 36 (157)                 | 새로운 요괴 시리즈 회의: 열혈 냥이 선생님-동아리 활동●도깨비 스타즈 전원 집합: 가족●요괴 털뿜이                      | 12월 5일                 | 털뿜이(불쾌)                                                | 269마리                  | 없음                                             |
| 37 (158)                 | 돌아온 열혈 냥이 선생님: 로봇 연구부●새로운 요괴 시리즈 회의-마이 러브 미스터 백멍●요괴 없구리                       | 12월 12일                | 없구리(고전-불가사의)                                       | 270마리                  | 없음                                             |
| 38 (159)                 | 도깨비스타즈 전원 집합: 닌자●새로운 요괴 시리즈 회의-용사 우사뿅의 대모험●요괴 월가이                                | 12월 19일                | 월가이(호걸)                                                | 271마리                  | 없음                                             |
| 39 (160)                 | 도깨비스타즈 전원 집합: 교도소●장마철의 레인 토크쇼요괴 가스컹크                                                     | 12월 26일                | 가스컹크(프리티)                                            | 272마리                  | 없음                                             |
| 40 (161)                 | 도깨비스타즈 전원 집합: 병원●요괴 푸짐나비라스트무사냥 등장!                                                         | 2018년 1월 2일           | 푸짐나비(따끈따끈) 라스트 무사냥(레전드-용맹)               | 274마리                  | 없음                                             |
| 41 (162)                 | 새로운 요괴 시리즈 회의-100번째 프러포즈●밝혀라! 우사뿅의 비밀요괴 생뚱백작                                          | 1월 9일                  | 생뚱백작(불가사의)                                          | 275마리                  | 없음                                             |
| 42 (163)                 | 돌아온 열혈 냥이 선생님-수영부●주미래 사랑의 큐피트가 되다요괴 아부트리오                                            | 1월 16일                 | 환마장군(용맹) 아부트리오(불쾌)                             | 277마리                  | 없음                                             |
| 43 (164)                 | 도깨비스타즈 전원 집합! : 공사현장●요괴 싸우장어요괴 몰라용푸딩백멍이 택시: 제리                                     | 1월 23일                 | 싸우장어(용맹) 몰라용푸딩(프리티)                           | 279마리                  | 없음                                             |
| 44 (165)                 | 돌아온 열혈 냥이 선생-퀴즈 연구부 편●소원을 이뤄주는 요괴 소원종이 쟁탈전요괴 넷만하귀                               | 1월 30일                 | 넷만하귀(어스름) 트리터(어스름)                             | 281마리                  | 없음                                             |

## 4기[2]
| (2018년 5월 8일 첫방송) | (2018년 5월 8일 첫방송) | (2018년 5월 8일 첫방송) | (2018년 5월 8일 첫방송)                                                                               | (2018년 5월 8일 첫방송) | (2018년 5월 8일 첫방송)               |
| 화수                    | 에피소드명 | 방송일                  | 오늘의 요괴 사전                                                                                      | 현재 요괴 수            | 메달을 주지 않은 요괴                 |
| ----------------------- | --- | ----------------------- | --- | ----------------------- | ------------------------------------- |
| 1 (166)                 | 슈퍼 울트라 미라클 모험! 버스터즈 트레져!                                                                                         | 5월 8일                 | 버스터즈 트레져 메달 (인디죠스, T지바냥, T백멍이, 그래조바트라 총4개)                                 | 281마리                 | 골묘지기(보스요괴-불가사의)           |
| 2 (167)                 | 버스터즈 트레져 #2 열리지 않는 보석함과 맛있는 화석●요튜브로 조회수 대결을 해 보자!요괴 부숴렉스                                  | 5월 8일                 | 부숴렉스(뽀로롱)                                                                                      | 282마리                 | 없음                                  |
| 3 (168)                 | 버스터즈 트레져 #3 목숨을 살려주는 밧줄●요괴 궁리꾼라스트 무사냥의 외국 문화 체험 '주먹밥'●                                       | 5월 15일                | 궁리꾼(따끈따끈)                                                                                      | 283마리                 | 없음                                  |
| 4 (169)                 | 버스터즈 트레져 #4 사막을 파고 또 파고●풍술사의 자존심을 건 싸움!요괴 큐당탕                                                      | 5월 15일                | 까마귀 풍술사(고전-프리티) 큐당탕(레전드-불쾌)                                                        | 285마리                 | 없음                                  |
| 5 (170)                 | 버스터즈 트레져 #5 좀비 쵸퍼요괴 여름 축제라스트 무사냥의 외국 문화 체험 '국수'●                                                  | 5월 22일                | 좀비 쵸퍼(불쾌)                                                                                       | 286마리                 | 없음                                  |
| 6 (171)                 | 버스터즈 트레져 #6 너무 커서 불편한 체인 소드●안드로이드 영수의 여름방학요괴 느뀌신                                               | 5월 22일                | 느뀌신(고전-뽀로롱)                                                                                   | 287마리                 | 없음                                  |
| 7 (172)                 | 버스터즈 트레져 #7 흐느껴 우는 황금 미라 관●요괴 그래조바트라-요괴워치 크리스탈 트레져                                            | 5월 29일                | 냥세스 2세(따끈따끈) 어리바리신(뽀로롱)                                                               | 289마리                 | 없음                                  |
| 8 (173)                 | 버스터즈 트레져 #8 냥세스 2세와 피아노 연주●요괴 드루와이무기 vs 사이보그 이무기                                                  | 5월 29일                | 드루와(호걸) 황금 이무기(용맹) 사이보그 이무기(호걸)                                                  | 292마리                 | 없음                                  |
| 9 (174)                 | 버스터즈 트레져 #9 좀비 쵸퍼 vs 냥세스 2세●요괴 고져스 대사백귀공주의 비밀외출                                                    | 6월 5일                 | 고져스 대사(어스름) 백귀공주(프리티)                                                                  | 294마리                 | 아랑도사(불가사의)                    |
| 10 (175)                | 돌아온 도깨비 스타즈 전원 집합-겨울산 편●요괴 누래누래공포의 학부모 상담                                                          | 6월 5일                 | 누래누래(불쾌)                                                                                        | 295마리                 | 없음                                  |
| 11 (176)                | 버스터즈 트레져 #10 기적의 보무리마나 유적●요괴 얼빵해질라요괴 그래피                                                             | 6월 12일                | 얼빵해질라(뽀로롱) 그래피(호걸)                                                                       | 297마리                 | 엘드래곤(용맹)                        |
| 12 (177)                | 버스터즈 트레져 #11 표적의 냥세스 2세●주미래와 요괴 운동회요괴 꺼비 저승사자                                                      | 6월 12일                | 꺼비 저승사자(고전-뽀로롱)                                                                            | 298마리                 | 없음                                  |
| 13 (178)                | 버스터즈 트레져 #12 아이스크리미오 유적●요괴 나만족스떼이무기와 꼬마 너구리                                                       | 6월 19일                | 나만족스떼(불가사의)                                                                                  | 299마리                 | 없음                                  |
| 14 (179)                | 버스터즈 트레져 #13 보물 가로채기단을 쫓아라!●요괴 어리바리신요괴 마초뚜기                                                        | 6월 19일                | 어리바리신(뽀로롱) 마초뚜기(호걸)                                                                     | 301마리                 | 없음                                  |
| 15 (180)                | 버스터즈 트레져 #14 할로윈 꼴깍꼴깍 유적●톰냥의 트릭 or 트릭이다 미야우!                                                          | 6월 26일                | 소독버섯(따끈따끈)                                                                                    | 302마리                 | 없음                                  |
| 16 (181)                | 요괴 할로윈 축제다 냥! | 6월 26일                | 없음                                                                                                  | 303마리                 | 아수라(어스름)                        |
| 17 (182)                | 버스터즈 트레져 #15 인디 vs A특공대●라스트 무사냥의 외국 문화 체험기 '첩자'●라스트 무사냥의 외국 문화 체험기 '초밥'●요괴 용궁공주 | 7월 3일                 | 용궁공주(레전드-프리티)                                                                               | 304마리                 | 없음                                  |
| 18 (183)                | 버스터즈 트레져 #16 아름다운 나잘라스 유적●요괴 이따이따요괴 나르시스 2세                                                         | 7월 3일                 | 이따이따(불쾌) 나르시스 2세(불쾌)                                                                     | 306마리                 | 크로노맨(뽀로롱)                      |
| 19 (184)                | 버스터즈 트레져 #17 노인을 공경합시다●요괴 서퍼 거북요괴 투구 귀신과 갑옷 귀신                                                    | 7월 10일                | 서퍼 거북(프리티) 투구 귀신(용맹) 갑옷 귀신(호걸)                                                     | 309마리                 | 없음                                  |
| 20 (185)                | 버스터즈 트레져 #18 구비구비 유적의 뗏목 경주●요괴 오락가락요괴 다사순록                                                          | 7월 10일                | 오락가락(따끈따끈) 백안귀(고전-어스름) 열폭 드래곤(뽀로롱) 우산마인(고전-따끈따끈) 다사순록(불가사의) | 314마리                 | 없음                                  |
| 21 (186)                | 버스터즈 트레져 #19 알바치노 재등장●버스터즈 트레져 #20 냥세스 2세의 비밀●                                                        | 9월 4일                 | 톱니바키아(호걸) 마드모이아젤(불가사의)                                                               | 316마리                 | 없음                                  |
| 22 (187)                | 하늘을 나는 백멍이와 소원을 이뤄주는 신기한 시계여유!버스터즈 트레져 편 #21 메리 크니리나스 유적●                                 | 9월 4일                 | 부유냥(용맹)                                                                                          | 317마리                 | 없음                                  |
| 23 (188)                | 황금 개띠 해! 수라멍 등장!인면견과 애견샵버스터즈 트레져 #22 해피 도그 유적●                                                      | 9월 11일                | 수라멍(불가사의)                                                                                      | 318마리                 | 없음                                  |
| 24 (189)                | 버스터즈 트레져 편 #23 목숨을 건 OX퀴즈●요괴 대결 땅거미 vs 왕두꺼비●요괴 따끔성게                                                | 9월 11일                | 따끔성게(불쾌)                                                                                        | 319마리                 | 땅거미(고전-불쾌) 왕두꺼비(고전-호걸) |
| 25 (190)                | 버스터즈 트레져 편 # 24 공포의 끝말잇기●요괴 도식귀백귀공주의 신랑 찾기                                                           | 9월 18일                | 로제타 스톤(따끈따끈) 도식귀(용맹)                                                                    | 321마리                 | 절단귀(용맹)                          |
| 26 (191)                | 버스터즈 트레져 편 # 25 침묵의 싸움●요괴 침울하잔느세라와 봉사활동                                                                | 9월 18일                | 침울하잔느(불쾌)                                                                                      | 322마리                 | 없음                                  |
| 27 (192)                | 버스터즈 트레져 편 # 26 마지막 보물 메달●요괴 못채림자요괴 불사아씨공포의 저금통                                                  | 9월 25일                | 초엑스칼리버(어스름) 못채림자(어스름)                                                                 | 324마리                 | 불사아씨(불쾌)                        |
| 28 (193)                | 버스터즈 트레져 편 # 27 부활! 요데르센!●밸런타인데이를 무시하라!                                                                  | 9월 25일                | 요데르센(불가사의)                                                                                    | 325마리                 | 없음                                  |
| 29 (194)                | 버스터즈 트레져 편 # 28 최후의 슈퍼 울트라 미라클 대결●개막! 배탈 축제!                                                           | 10월 2일                | 버티끼리(호걸)                                                                                        | 326마리                 | 없음                                  |
| 30 (195)                | 요괴 혀팔사요괴 멀미왕요괴 대결 땅거미 vs 왕두꺼비 2차전●                                                                         | 10월 2일                | 혀팔사(레전드-뽀로롱) 멀미왕(불쾌) 땅거미(고전-불쾌) 왕두꺼비(고전-호걸)                              | 330마리                 | 없음                                  |
| 31 (196)                | 버스터즈 트레져 번외편 신디의 슈퍼 울트라 미라클 모험!●100년에 한 번 있는 화이트 데이요괴 초식남                                  | 10월 9일                | 스노우 래빗(불가사의) 초식남(어스름)                                                                  | 332마리                 | 없음                                  |
| 32 (197)                | 요괴 리액션 대왕요괴 대결 땅거미 VS 왕두꺼비 3차전●백멍이와 황멍이의 <워매!>한 일본여행 in 오카야마최강!? 로봇 위스퍼 탄생!       | 10월 9일                | 리액션 대왕(레전드-따끈따끈)                                                                          | 333마리                 | 없음                                  |
| 33 (198)                | 요괴들이 사는 마을 | 10월 16일               | 없음                                                                                                  | 333마리                 | 없음                                  |

## 5기

### 1부
| (2020년 2월 11일 첫방송) | (2020년 2월 11일 첫방송) | (2020년 2월 11일 첫방송) | (2020년 2월 11일 첫방송)                                   | (2020년 2월 11일 첫방송) | (2020년 2월 11일 첫방송) |
| ------------------------ | --- | ------------------------ | ---------------------------------------------------------- | ------------------------ | ------------------------ |
| 화수                     | 에피소드명 | 방송일                   | 등장한 요괴                                                | 현재 요괴 수             |                          |
| 1 (199)                  | 지루하게 평범한 내 인생평범하지 않은 내 인생멍이형제-도시의 함정                                                              | 2월 11일                 | 없음                                                       | 333마리                  |                          |
| 2 (200)                  | 요괴 해피드래곤멍이형제-버려진 고양이요괴 합리부인아저씨 가발동호회-첫 번째 모임                                              | 2월 11일                 | 해피 드래곤, 합리부인                                      | 335마리                  |                          |
| 3 (201)                  | 요괴 뒤집손요킹데드-극한 상황의 요괴들 에피소드1멍이형제-장보기아저씨 가발동호회-두 번째 모임                                 | 2월 18일                 | 뒤집손                                                     | 336마리                  |                          |
| 4 (202)                  | 부자가 된 노머니 라이더아저씨 가발 동호회-세 번째 모임요킹데드-극한 상황의 요괴들 에피소드2멍이형제-힘든 일 돕기요괴 삼국지-1 | 2월 18일                 | 없음                                                       | 336마리                  |                          |
| 5 (203)                  | 요괴 인기없스요킹데드-극한 상황의 요괴들 에피소드3멍이형제-잉어 연                                                            | 2월 25일                 | 인기없스                                                   | 337마리                  |                          |
| 6 (204)                  | 요괴 미라클라이온요킹데드-극한 상황의 요괴들 마지막 이야기멍이형제-맛있는 디저트                                              | 2월 25일                 | 미라클라이온                                               | 338마리                  |                          |
| 7 (205)                  | 요괴 전파신아이돌을 찾아라! 지바냥 엔터테인먼트 - 1화멍이형제-분실물천하무적 요마 무술 대회                                   | 3월 3일                  | 전파신                                                     | 339마리                  |                          |
| 8 (206)                  | 요괴 스프소그때 요괴는 지금-더부살이멍이형제-자동문아이돌을 찾아라! 지바냥 엔터테인먼트 - 2화요괴 삼국지 - 장판전투           | 3월 3일                  | 스프소                                                     | 340마리                  |                          |
| 9 (207)                  | 요괴 하기싫승아이돌을 찾아라! 지바냥 엔터테인먼트 - 3화멍이형제-이름방귀 소리는 음악이다!                                     | 3월 10일                 | 하기싫승                                                   | 341마리                  |                          |
| 10 (208)                 | 요괴 시치미참새지바냥과 벚나무멍이형제-하나, 둘, 치즈아이돌을 찾아라! 지바냥 엔터테인먼트 - 마지막회                          | 3월 10일                 | 시치미참새, 벚꽃냥                                         | 343마리                  |                          |
| 11 (209)                 | 요괴 황당꾼닥터-B멍이형제-버스                                                                                                | 3월 18일                 | 황당꾼                                                     | 344마리                  |                          |
| 12 (210)                 | 요괴 웅마마법 소녀 세라멍이형제-비닐 우산닥터-B#2                                                                             | 3월 18일                 | 웅마                                                       | 345마리                  |                          |
| 13 (211)                 | 요괴 바나나코그 때 그 요괴는 지금 - 얼짱견멍이형제-안마 의자닥터- B#3요괴 삼국지-적벽대전                                     | 3월 25일                 | 바나나코                                                   | 346마리                  |                          |
| 14 (212)                 | 요괴 도치닥터-B 마지막 이야기멍이형제-핸드폰 찾기                                                                             | 3월 25일                 | 도치                                                       | 347마리                  |                          |
| 15 (213)                 | 요괴 부자옥멍이형제-엘리베이터회사원 지바 과장천하무적 요마 무술대회-윤회                                                     | 4월 1일                  | 부자옥, 윤회                                               | 349마리                  |                          |
| 16 (214)                 | 요괴 마이팽이스눈보라 공주와 여름 바다멍이형제-낫토실업자 지바냥                                                              | 4월 1일                  | 마이팽이스                                                 | 350마리                  |                          |
| 17 (215)                 | 요괴 낙천동자여름 방학 3판 승부! 장수풍뎅이 vs 사슴벌레!멍이형제-자판기CEO 지바 사장요괴 삼국지-관우 천리행                   | 4월 8일                  | 낙천동자, 사슴벌레 대장, 왕사슴벌레 신, 풍뎅무신, 왕풍뎅신 | 355마리                  |                          |
| 18 (216)                 | 요괴 청력부엉이두근두근! 요괴들과 함께하는 여름캠프!멍이형제-관찰 일기대통령 지바냥                                           | 4월 8일                  | 청력부엉이                                                 | 356마리                  |                          |
| 19 (217)                 | 그 때 그 요괴는 지금 -까발레리나-멍이 형제-튜브아저씨 가발 동호회 -태풍 편요괴 마스크냥                                       | 4월 15일                 | 마스크냥                                                   | 357마리                  |                          |
| 20 (218)                 | 왕가의 숨겨진 보물! 블랙 다이아냥의 위기                                                                                      | 4월 15일                 | 블랙 다이아냥, 루비 수라멍                                 | 358마리                  |                          |

### 2부
| (2020년 6월 15일 첫방송) | (2020년 6월 15일 첫방송)                                                                                               | (2020년 6월 15일 첫방송) | (2020년 6월 15일 첫방송) | (2020년 6월 15일 첫방송) | (2020년 6월 15일 첫방송) |
| 화수                     | 에피소드명 | 방송일                   | 등장한 요괴              | 현재 요괴 수             |                          |
| ------------------------ | --- | ------------------------ | ------------------------ | ------------------------ | ------------------------ |
| 21 (219)                 | 요괴 징벌술사진주와 야옹이멍이 형제-타자 치기럭키 스네이크 생포 작전1천하무적 요마 무술 대회-블랙 다이아냥             | 6월 15일                 | 징벌술사                 | 359마리                  |                          |
| 22 (220)                 | 요괴 쑥대칼방학 숙제를 합시다!멍이 형제-펭귄럭키 스네이크 생포 작전2요괴 삼국지-제갈공명과 만두                        | 6월 15일                 | 쑥대칼                   | 360마리                  |                          |
| 23 (221)                 | 요괴 배드 베이비멍이 형제-양치질High & Yo 프롤로그 - 최악 고등학교                                                     | 6월 22일                 | 배드 베이비              | 361마리                  |                          |
| 24 (222)                 | 요괴 부르주아 영감High & Yo 두 번째 이야기 - 달달구리 총연합회멍이 형제-지도                                           | 6월 22일                 | 부르주아 영감, 주영희    | 363마리                  |                          |
| 25 (223)                 | 요괴 실어실어멍이 형제-만보계High & Yo 세 번째 이야기 - 멍스터 형제                                                    | 6월 29일                 | 실어실어                 | 364마리                  |                          |
| 26 (224)                 | 천하무적 요마 무술대회-사신화강멍이 형제-옷 갈아 입기High & Yo 네 번째 이야기-로봇 애니멀즈멍이 형제-뷔페              | 6월 29일                 | 화강, 뿌니신             | 366마리                  |                          |
| 27 (225)                 | 요괴 미안문어멍이 형제-캡슐 뽑기High & Yo 다섯 번째 이야기 - 울 BOYS요괴 삼국지 - 부유냥 조조와 빌리 대장 관우         | 7월 6일                  | 미안문어                 | 370마리                  |                          |
| 28 (226)                 | 요괴 연기살이High & Yo 마지막 이야기멍이 형제-몸 바꾸기                                                                | 7월 6일                  | 연기살이                 | 371마리                  |                          |
| 29 (227)                 | 요괴 단지큰뱀멍이 형제-화장실지키자! 멸종위기 요괴! File1                                                              | 7월 13일                 | 단지큰뱀, 토종늑대냥     | 373마리                  |                          |
| 30 (228)                 | 요괴 오싹귀지키자! 멸종위기 요괴! File2멍이 형제-핼러윈천하무적 요마 무술대회-멍이 엄마극장판 아저씨 가발 동호회! 예고 | 7월 13일                 | 오싹귀                   | 374마리                  |                          |
| 31 (229)                 | 요괴 음흉개멍이 형제-오늘의 추천 요리지키자! 멸종위기 요괴! File3                                                      | 7월 20일                 | 음흉개, 냥시             | 376마리                  |                          |
| 32 (230)                 | 요괴 가마가마우사뿅 의원 찬스 사이드 파티!멍이 형제-선물요괴 삼국지-오장원 전투                                        | 7월 20일                 | 가마가마                 | 377마리                  |                          |
| 33 (231)                 | 요괴 집박쥐오랜간만에 돌아온 3학년 Y반 열혈냥이 선생님멍이 형제-콩나무                                                 | 7월 27일                 | 집박쥐                   | 378마리                  |                          |
| 34 (232)                 | 산타클로스가 된 지바냥천하무적 요마 무술대회-염라대왕                                                                  | 7월 27일                 | 거대 산타, 빌리 장군     | 380마리                  |                          |

## 6기

### 1부
| (2022년 11월 7일 첫방송) | (2022년 11월 7일 첫방송)                                                                                             | (2022년 11월 7일 첫방송) | (2022년 11월 7일 첫방송)                                                                           | (2022년 11월 7일 첫방송) | (2022년 11월 7일 첫방송) |
| 화수                     | 에피소드명 | 방송일                   | 등장한 요괴                                                                                        | 현재 요괴 수             |                          |
| ------------------------ | --- | ------------------------ | -------------------------------------------------------------------------------------------------- | ------------------------ | ------------------------ |
| 1 (233)                  | 요괴가 나타났다멍이형제-오랜만이에유요괴 스위치손을 잘 씻자요괴 극장-복숭아 무사냥                                   | 2022년 11월 7일          | 없음                                                                                               | 380마리                  |                          |
| 2 (234)                  | 악몽의 화상 채팅멍이형제-마술요괴 스위치인기 요괴가 되자요괴 극장-어부냥 이야기                                      | 2022년 11월 7일          | 어부냥(따끈따끈)                                                                                   | 386마리                  |                          |
| 3 (235)                  | 노머니 라이더 등장멍이형제-달력요괴 스위치위스퍼의 미래요괴를 잡으러 가유-접시거북                                   | 2022년 11월 14일         | 없음                                                                                               | 386마리                  |                          |
| 4 (236)                  | 스타 요튜버 민호멍이형제-그네요괴 스위치백멍이의 행복은요괴 극장-신데렐라                                            | 2022년 11월 14일         | 없음                                                                                               | 386마리                  |                          |
| 5 (237)                  | 인형 뽑기를 하자멍이형제-꽃점소녀 뻐순이의 아이돌 도전요괴 극장-금도끼와 은도끼                                      | 2022년 11월 21일         | 뻐순이(프리티)                                                                                     | 387마리                  |                          |
| 6 (238)                  | 지우개 반죽 만들기멍이형제-동화책 읽어주기요괴 스위치지옥의 엘리베이터요괴 극장-잠자는 공주를 깨워라                 | 2022년 11월 21일         | 없음                                                                                               | 387마리                  |                          |
| 7 (239)                  | 탄생! 최강의 방귀 요괴팀멍이형제-전동 칫솔환상의 요괴패드 에어                                                       | 2022년 11월 28일         | 없음                                                                                               | 387마리                  |                          |
| 8 (240)                  | 보살엄니의 속마음멍이형제-블럭 치기엄마 곰 찾아 삼만리요괴를 잡으러 가유-무사맴                                      | 2022년 11월 28일         | 없음                                                                                               | 387마리                  |                          |
| 9 (241)                  | 만화가를 지켜라멍이형제-야구요괴 스위치요괴 요리 경기장요괴 극장-혹부리 영감                                         | 2022년 12월 5일          | 없음                                                                                               | 387마리                  |                          |
| 10 (242)                 | 심술 도깨비의 본심멍이형제-공예 놀이환상의 차세대 통신 10G요괴 극장-닌자 저택                                        | 2022년 12월 5일          | 심술 도깨비(어스름) 로보영감(따끈따끈) 쌀알영감(따끈따끈) 헝그리 영감(따끈따끈) 자루영감(따끈따끈) | 392마리                  |                          |
| 11 (243)                 | 민호의 생일축하 파티멍이형제-나비 리본지바냥의 초코바 공장 견학요괴 극장-환상의 초코바 하우스                        | 2022년 12월 12일         | 없음                                                                                               | 392마리                  |                          |
| 12 (244)                 | 꼬인 걸 풀어줘멍이형제-칠월 칠석요괴 스위치이무기 최강으로 가는 길요괴를 잡으러 가유-온천도니맨                      | 2022년 12월 12일         | 요괴대장(호걸) 꼬아걸(뽀로롱)                                                                      | 394마리                  |                          |
| 13 (245)                 | 즐거운 시간은 순식간에멍이형제-토핑무사냥의 부탁요괴 극장-멍이 가족!                                                 | 2022년 12월 19일         | 엄지동자(용맹)                                                                                     | 395마리                  |                          |
| 14 (246)                 | 메추리알과 만성사자멍이형제-상어요괴 스위치별장을 구매해 드립니다요괴 극장-위스 법사                                 | 2022년 12월 19일         | 없음                                                                                               | 395마리                  |                          |
| 15 (247)                 | 요리 실습 소동멍이형제-실 꿰기지바냥의 응원요괴 극장-위스퍼의 기자회견                                               | 2022년 12월 26일         | 해롱됫박(따끈따끈)                                                                                 | 396마리                  |                          |
| 16 (248)                 | 끔찍한 생활통지표멍이형제-수박 자르기눈보라 캠핑요괴를 잡으러 가유-뽑기해골                                          | 2022년 12월 26일         | 없음                                                                                               | 396마리                  |                          |
| 17 (249)                 | 자존심의 문제멍이형제-아픈 거 날아가라구미의 두근두근 대작전요괴 극장-요괴 능력 평가 10급                            | 2023년 1월 2일           | 없음                                                                                               | 396마리                  |                          |
| 18 (250)                 | 근질근질한 여름멍이형제-마스크부서진 로보냥F요괴 극장-위스 법사2                                                     | 2023년 1월 2일           | 없음                                                                                               | 396마리                  |                          |
| 19 (251)                 | 넘흙착해의 필살기멍이형제-불꽃놀이요괴 스위치도깨비를 피해 뛰어라요괴 극장-금동이                                    | 2023년 1월 9일           | 없음                                                                                               | 396마리                  |                          |
| 20 (252)                 | 여름 방학 숙제를 하자멍이형제-비치발리볼우사뿅이 조사한 요괴들의 여름요괴를 잡으러 가유-빨간 도깨비                  | 2023년 1월 9일           | 사랑개(프리티)                                                                                     | 397마리                  |                          |
| 21 (253)                 | 얼짱 생활을 즐기자멍이형제-꾸미기인면견의 시련요괴 극장-눈보라 공주의 기자 회견                                      | 2023년 1월 16일          | 없음                                                                                               | 397마리                  |                          |
| 22 (254)                 | 자랑하기 대결멍이형제-눈썹달려라 백멍이요괴 극장-커다란 무                                                           | 2023년 1월 16일          | 세일러냥(프리티) 수박냥(프리티)                                                                    | 399마리                  |                          |
| 23 (255)                 | 염라대왕님이 오셨다염라대왕님-팥빵목숨을 건 아르바이트요괴 극장-염라대왕님을 모셔라                                  | 2023년 1월 23일          | 없음                                                                                               | 399마리                  |                          |
| 24 (256)                 | 건망증을 고쳐줘멍이형제-잠꼬대요괴 힐링 체험요괴 극장-요괴 능력 평가 9급                                             | 2023년 1월 23일          | 없음                                                                                               | 399마리                  |                          |
| 25 (257)                 | 소풍은 요괴들과 함께멍이형제-잠자리라스트 무사냥과 동양의 정신요괴 극장-은혜 갚은 두루미!                            | 2023년 1월 30일          | 시비비(뽀로롱)                                                                                     | 400마리                  |                          |
| 26 (258)                 | 다이어트는 힘들어멍이형제-군고구마미래에서 온 로보멍요괴를 잡으러 가유-귀욤개                                        | 2023년 1월 30일          | 로보멍(프리티)                                                                                     | 401마리                  |                          |
| 27 (259)                 | 저에게 행운을 주세요멍이형제-단풍접시거북의 수련위스퍼 기자 특종을 찾아라                                            | 2023년 2월 6일           | 더부살이 신(따끈따끈)                                                                              | 402마리                  |                          |
| 28 (260)                 | 미스터 무빙의 학예회 오디션멍이형제-후~후~응급 수술 위스퍼를 구해라요괴 극장-빨간 도깨비의 사과 기자회견             | 2023년 2월 6일           | 없음                                                                                               | 402마리                  |                          |
| 29 (261)                 | 웃곰치의 웃음공격멍이형제-버섯전골요괴 핼러윈 트릭 오어 트릭                                                         | 2023년 2월 13일          | 없음                                                                                               | 402마리                  |                          |
| 30 (262)                 | 태사자 졸음을 이겨라멍이형제-밤송이우리는 보석 도둑퀴즈 워매한 시간                                                  | 2023년 2월 13일          | 태사자(용맹)                                                                                       | 403마리                  |                          |
| 31 (263)                 | 때쟁이와 초콜릿멍이형제-복근요괴 극장 스페셜-열혈! 요괴 피구부                                                       | 2023년 2월 20일          | 없음                                                                                               | 403마리                  |                          |
| 32 (264)                 | 럭키 스네이크 생포 작전멍이형제-마개 뽑기모여봐요 요괴의 섬요괴를 잡으러 가유-타라락                                 | 2023년 2월 20일          | 누룽지무사(용맹)                                                                                   | 404마리                  |                          |
| 33 (265)                 | 너의 안경이 부러버멍이형제-안약입안의 전쟁 충치백작 vs 양치부인요괴 극장-요괴 능력 평가 8급                          | 2023년 2월 27일          | 양치부인(따끈따끈)                                                                                 | 405마리                  |                          |
| 34 (266)                 | 모르겠콘 vs 리액션 대왕멍이형제-따뜻해 보여돌아온 로보멍위스퍼 기자 특종을 찾아라2                                   | 2023년 2월 27일          | 없음                                                                                               | 405마리                  |                          |
| 35 (267)                 | 크리스마스 특집 부유냥과 사라진 선물의 비밀난 부유냥-겨울이 왔어요부유냥과 백멍이                                    | 2023년 3월 6일           | 없음                                                                                               | 405마리                  |                          |
| 36 (268)                 | 사이눈과 주사위 놀이멍이형제-새해 복 많이 받으세요요괴 봄 향기 죽을 만들자                                           | 2023년 3월 6일           | 사이눈(따끈따끈)                                                                                   | 406마리                  |                          |
| 37 (269)                 | 곤란한걸의 곤란한 부탁멍이형제-퍼즐감추리의 직업고민요괴를 잡으러 가유-다알견                                        | 2023년 3월 13일          | 없음                                                                                               | 406마리                  |                          |
| 38 (270)                 | 오십견이 뭔가요멍이형제-피자배달의 요괴를 시작해 보자요괴 극장-북풍과 태양                                           | 2023년 3월 13일          | 없음                                                                                               | 406마리                  |                          |
| 39 (271)                 | 내 마지막 소원을 들어줘멍이형제-번데기이무기의 머플러                                                                | 2023년 3월 20일          | 보답천사(따끈따끈)                                                                                 | 407마리                  |                          |
| 40 (272)                 | 게임은 적당히 즐겨요멍이형제-하얀 입김요괴 패드 분실 사건요괴 극장-요괴가 합체되면 어떻게 될까?                      | 2023년 3월 20일          | 없음                                                                                               | 407마리                  |                          |
| 41 (273)                 | 최고의 벨 누르기 도사가 되자염라대왕님-잉어염라대왕과 백멍이의 여행요괴 극장-약혼 발표 기자 회견                     | 2023년 3월 27일          | 없음                                                                                               | 407마리                  |                          |
| 42 (274)                 | 요괴 눈싸움멍이형제-머리핀내 초콜릿을 받아주세요요괴를 잡으러 가유-삼두구렁이                                        | 2023년 3월 27일          | 동백꽃공주(용맹) 삼두구렁이(보스요괴-어스름)                                                       | 409마리                  |                          |
| 43 (275)                 | 공포의 실내화 향기멍이형제-고양이손자가 된 백멍이냥이왕 이야기                                                       | 2023년 4월 3일           | 없음                                                                                               | 409마리                  |                          |
| 44 (276)                 | 겨울엔 이불 속이 좋아요멍이형제-UFO출장 더부살이 서비스                                                              | 2023년 4월 3일           | 없음                                                                                               | 409마리                  |                          |
| 45 (277)                 | 위스퍼가 되고 싶어요멍이형제-흉내100%로 만들자요괴를 잡으러 가유-웃곰치                                              | 2023년 4월 10일          | 소리새(불쾌)                                                                                       | 410마리                  |                          |
| 46 (278)                 | 방과 후 수업을 하자멍이형제-꽃구경젠틀면견의 예절 수업요괴 극장-요괴 능력 평가 7급                                   | 2023년 4월 10일          | 다앞장(용맹) 젠틀면견(레전드-불쾌)                                                                 | 412마리                  |                          |
| 47 (279)                 | 만우절이 싫어요멍이형제-신입생부활하라 빌리 대장요괴 극장-요괴 한판 승부                                             | 2023년 4월 17일          | 없음                                                                                               | 412마리                  |                          |
| 48 (280)                 | 꽃가루 알레르기는 힘들어멍이형제-무선 이어폰나는야 요괴 스카우트 위스퍼요괴 극장-백설 공주와 일곱 고양이             | 2023년 4월 17일          | 줄줄새(불가사의) 퍼래퍼래(불가사의) 처량가지(어스름) 금강야차(레전드-용맹)                         | 416마리                  |                          |
| 49 (281)                 | 사라진 배가리개요괴 극장-빨간 모자멍이형제-도시 요괴요괴 극장 스페셜-열혈! 요괴피구부 세계대회편멍이형제-자전거 열쇠 | 2023년 4월 17일          | 스컬 박사(어스름)                                                                                  | 417마리                  |                          |

### 2부
| (2023년 11월 12일 첫방송) | (2023년 11월 12일 첫방송)                                                                                       | (2023년 11월 12일 첫방송) | (2023년 11월 12일 첫방송)                       | (2023년 11월 12일 첫방송) | (2023년 11월 12일 첫방송) |
| 화수                      | 에피소드명 | 방송일                    | 등장한 요괴                                     | 현재 요괴 수              |                           |
| ------------------------- | --- | ------------------------- | ----------------------------------------------- | ------------------------- | ------------------------- |
| 50 (282)                  | 요괴 나잘난멍이형제-손금럭키 스네이크와 행복한 선물요괴 극장-요괴 푸드 파이터 결승전                            | 2023년 11월 12일          | 나잘난(완전 무속)                               | 418마리                   |                           |
| 51 (283)                  | 자리 바꾸기 소동!멍이형제-민들레 꽃씨벚꽃을 피워라!요괴 극장-괴더 멍이 3세                                      | 2023년 11월 12일          | 없음                                            | 418마리                   |                           |
| 52 (284)                  | 방과 후에 생긴 일!멍이형제-행복한 상상내 얼굴을 찾아 줘!냥이왕 이야기 제2부                                     | 2023년 11월 19일          | 두근 수수(따끈따끈)                             | 419마리                   |                           |
| 53 (285)                  | 밤새우기 소동!멍이형제-이어달리기히치하이크를 합시다!요괴 극장-복숭아 무사냥의 후일담                           | 2023년 11월 19일          | 맥왕(프리티) 끝장(어스름)                       | 421마리                   |                           |
| 54 (286)                  | 세상에서 가장 긴 이름 말하기!멍이형제-포도 껍질요괴 사극 무사냥 모험기요괴를 잡으러 가유-접시부기               | 2023년 11월 26일          | 없음                                            | 421마리                   |                           |
| 55 (287)                  | 어버이날을 챙기자!멍이형제-참참참꿀맛 요괴 카레의 비밀!요괴 극장-냥유기                                         | 2023년 11월 26일          | 신바람 수수(따끈따끈)                           | 422마리                   |                           |
| 56 (288)                  | 요괴가 보이는 세라!멍이형제-냄새영원한 라이벌?! 구미와 이무기!요괴 극장-수제품 직거래 장터                      | 2023년 12월 3일           | 없음                                            | 422마리                   |                           |
| 57 (289)                  | 부딪히면 아파요!멍이형제-도넛최고의 요괴 집사를 뽑아라!요괴 극장-요마계의 무서운 도시 전설 이야기               | 2023년 12월 3일           | 없음                                            | 422마리                   |                           |
| 58 (289)                  | 햄버거 주문운 허둥지룸바!멍이형제-다트 놀이공포의 요괴 건강검진요괴를 잡으러 가유-논귀                          | 2023년 12월 10일          | 논귀(고전-용맹)                                 | 423마리                   |                           |
| 59 (290)                  | 해킹은 나빠요!멍이형제-달팽이새 친구가 생긴 백멍이!냥이왕 이야기 제3부                                          | 2023년 12월 10일          | 해커킹(어스름)                                  | 424마리                   |                           |
| 60 (291)                  | 돌격! 숯불갈비 무한리필!멍이형제-장화요괴 물 뿌리기 대회!요괴 극장-어부냥 그 이후의 이야기                      | 2023년 12월 17일          | 없음                                            | 424마리                   |                           |
| 61 (292)                  | 창고에 갇혔어요!멍이형제-선풍기여자들의 수다 파티!요괴 극장-인어공주                                            | 2023년 12월 17일          | 막막좌절(따끈따끈) 육식남(어스름)               | 426마리                   |                           |
| 62 (293)                  | 곤충 채집은 힘들어!멍이형제-힘겨루기무사맴을 깨워라요괴 극장-냥유기                                             | 2024년 1월 7일            | 없음                                            | 426마리                   |                           |
| 63 (294)                  | 발명을 합시다!멍이형제-썬텐케이크를 만들어보아요요괴 극장-요마계의 무서운 도시 전설 이야기2                     | 2024년 1월 7일            | 없음                                            | 426마리                   |                           |
| 64 (295)                  | 낚시왕이 되고싶어!멍이형제-나팔꽃 관찰한여름 밤의 괴담이야기요괴를 잡으러 가유-날름보따리                       | 2024년 1월 14일           | 칠복 돈낚신(뽀로롱)                             | 427마리                   |                           |
| 65 (296)                  | 참을 수 없는 충동구매!멍이형제-참깨요괴 여자교도소요괴 극장-그림 맞추기                                         | 2024년 1월 14일           | 없음                                            | 427마리                   |                           |
| 66 (297)                  | 오늘은 구두쇠가 될 거야멍이형제-수제 사탕여름에는 땀을 흘리자!요괴 극장-심술 도깨비와 콩나무                    | 2024년 1월 21일           | 없음                                            | 427마리                   |                           |
| 67 (298)                  | 멍이형제 고향집에 가다멍이형제-여름 속에 겨울방학지바냥 바다에 가다                                             | 2024년 1월 21일           | 멍미(프리티) 질척이(불쾌) 오들왕자(프리티)      | 430마리                   |                           |
| 68 (299)                  | 기적! 여름방학 숙제를 마친 민호!멍이형제-번개가장 발이 빠른 요괴를 찾아라!요괴를 잡으러 가유-너하겟             | 2024년 1월 28일           | 없음                                            | 430마리                   |                           |
| 69 (300)                  | 어른이 되고 싶어!멍이형제-여름의 추억공주 삼총사~결혼식을 지켜라!요괴 극장-복불복 슈크림 게임                   | 2024년 1월 28일           | 없음                                            | 430마리                   |                           |
| 70 (301)                  | 여름엔 국수가 최고!멍이형제-대나무 국수환상의 눈꽃 빙수요괴 극장-냥유기 제3화                                   | 2024년 2월 4일            | 팬더(불쾌)                                      | 431마리                   |                           |
| 71 (302)                  | 멋진 머리를 하고 싶어!멍이형제-푹신푹신 소파태풍의 눈을 막아라!요괴 극장-바꿔 말하기                            | 2024년 2월 4일            | 없음                                            | 431마리                   |                           |
| 72 (303)                  | 요괴워치 ZERO타입을 찾아라!멍이형제-제로 타입                                                                   | 2024년 2월 18일           | 없음                                            | 431마리                   |                           |
| 73 (304)                  | 보름달 구경을 하고 싶어요!멍이형제-보름달 구경요괴 셰어하우스요괴 극장-요괴 경찰 24시                           | 2024년 2월 18일           | 설산씨름꾼(호걸) 화산씨름꾼(호걸) 수리골(호걸)  | 434마리                   |                           |
| 74 (305)                  | 음악 발표회 준비 소동!멍이형제-식탁 만들기영화배우가 된 위스퍼!요괴 극장-요마계의 무서운 도시 전설 이야기 제3화 | 2024년 2월 18일           | 없음                                            | 434마리                   |                           |
| 75 (306)                  | 게임기는 내 거야!멍이형제-렌터카제철 과일냥을 잡아라!요괴를 잡으러 가유-낚신                                    | 2024년 2월 18일           | 낚신(보스요괴-뽀로롱)                           | 435마리                   |                           |
| 76 (307)                  | 빙글빙글 돌리자!멍이형제-심심한 날초코바의 어떤 하루요괴 극장-냥유기 제4화                                      | 2024년 2월 25일           | 초코 바나나코(뽀로롱)                           | 436마리                   |                           |
| 77 (308)                  | 최고의 핼러윈 스타가 되자!멍이형제-과자를 주세요공주 삼총사~위험한 핼러윈요괴 극장-핼러윈 밤에 생긴 일          | 2024년 2월 25일           | 광귀(용맹)                                      | 437마리                   |                           |
| 78 (309)                  | 방송부원이 된 민호!멍이형제-수도꼭지극한의 요괴 서바이벌 레이스! 요마 5!요괴 극장-마법의 융단                   | 2024년 3월 3일            | 어물어물(뽀로롱) 못가복(호걸)                   | 439마리                   |                           |
| 79 (310)                  | 뽑기의 달인이 되자!멍이형제-송이버섯챔피언 지바냥!요괴 극장-요괴 경찰 24시 제2화                                | 2024년 3월 3일            | 없음                                            | 439마리                   |                           |
| 80 (311)                  | 나 자신이 싫어! 자기혐왕!멍이형제-밤송이 줍기빼앗긴 군고구마!요괴 극장-요마계의 무서운 도시전설 이야기 제4화    | 2024년 3월 10일           | 없음                                            | 439마리                   |                           |
| 81 (312)                  | 우리는 지저분 오형제!멍이형제-낙엽공주 삼총사~빼앗긴 보석상자요괴 극장-인면견의 인면 파일                       | 2024년 3월 10일           | 결벽장군(용맹) 원망어(뽀로롱) 바다 허깨비(호걸) | 442마리                   |                           |
| 82 (313)                  | 너무나도 조용한 학급 회의!멍이형제-야구를 합시다요괴 면접시험요괴를 잡으러 가유-참맘모스                        | 2024년 3월 17일           | 없음                                            | 442마리                   |                           |
| 83 (314)                  | 목발은 근사해!멍이형제-소금쟁이요괴 달력을 만들자!요괴 극장-냥유기 제5화                                        | 2024년 3월 17일           | 기발하괴(용맹)                                  | 443마리                   |                           |
| 84 (315)                  | 산타클도사와 퀴즈 대결!멍이형제-크리스마스 선물공주삼총사~산타를 구하라!요괴 극장-산타 할아버의 선물            | 2024년 3월 24일           | 얼갱이(불쾌) 꽁꽁차(불쾌) 설녀(프리티)          | 446마리                   |                           |
| 85 (316)                  | 가장 맛있는 떡을 만들자!멍이형제-해돋이운세를 뽑아봅시다!요괴 극장-요마계의 무서운 도시전설 이야기 제5화        | 2024년 3월 24일           | 없음                                            | 446마리                   |                           |
| 86 (317)                  | 원래 모습을 찾고 싶어!멍이형제-담벼락진짜 어른을 찾아라!요괴 극장-백멍이의 은혜갚기                             | 2024년 3월 31일           | 없음                                            | 446마리                   |                           |
| 87 (318)                  | 콧물 요괴 전원 집합!멍이형제-잠버릇용용이의 드래곤 로드!요괴를 잡으러 가유-백안귀                               | 2024년 3월 31일           | 청룡(뽀로롱)                                    | 447마리                   |                           |
| 88 (319)                  | 줄넘기의 아픔을 참아라!멍이형제-썰매최강 고양이 선발 대회요괴 극장-요괴경찰 24시 제3화                          | 2024년 4월 7일            | 없음                                            | 447마리                   |                           |
| 89 (320)                  | 짐 들기는 귀찮아!멍이형제-안대지바냥이 된 위스퍼요괴 극장-요괴 사기꾼 찾기 게임                                 | 2024년 4월 7일            | 없음                                            | 447마리                   |                           |
| 90 (321)                  | 밸런타인 초콜릿을 만들자!멍이형제-주고 싶은 사람공주 삼총사~밸런타인 전쟁요괴 극장-요괴들의 밸런타인데이        | 2024년 4월 14일           | 없음                                            | 447마리                   |                           |
| 91 (322)                  | 요괴워치 특별편                                                                                                 | 2024년 4월 14일           | 없음                                            | 447마리                   |                           |
| 92 (323)                  | 집에 들어가고 싶어!멍이형제-딸기 케이크봄이여, 어서 오라!요괴를 잡으러 가유-네가티붕                            | 2024년 4월 21일           | 없음                                            | 447마리                   |                           |
| 93 (324)                  | 학교 갈 때는 전력 질주로!멍이형제-다도 예절유령 빌라의 관리인!요괴 극장-요괴 경찰 24시 제4화                    | 2024년 4월 21일           | 기린(고전-따끈따끈)                             | 448마리                   |                           |
| 94 (325)                  | 풍선껌을 불고 싶어!멍이형제-코 풀기요괴 야구 대회!                                                              | 2024년 4월 28일           | 깨뭄신(따끈따끈)                                | 449마리                   |                           |
| 95 (326)                  | 절망의 구렁텅이!멍이형제-영화관염라대왕의 시종 뽑기 선발 대회!                                                  | 2024년 4월 28일           | 사신조(불쾌) 말하기싫승(불가사의)               | 451마리                   |                           |
| 96 (327)                  | 지바냥 VS 백멍이 워매~한 대결이다냥<전편>                                                                       | 2024년 5월 5일            | 없음                                            | 451마리                   |                           |
| 97 (328)                  | 지바냥 VS 백멍이 워매~한 대결이다냥<후편>                                                                       | 2024년 5월 5일            | 히어로냥(용맹) 다크멍(어스름)                   | 453마리                   |                           |

## 비고
이 기록은 투니버스에서 주관하는 한국어 더빙판 기준이다.

### 목록 관련
- ●은 요괴 미니시리즈이며, ○은 요괴 미니시리즈의 예고편이다.
- 방영일은 투니버스에서 방영된 날짜, 진한 글씨의 에피소드는 메인 에피소드이다.
- 목록 중 백멍이 탐험대 편의 제목이 너무 길어 편의상 간략하여 작성하였다.

### 에피소드 관련
- 41회부터 43회까지의 방송분은 2015년 7월 24일에 사전 방영되었다.
- 43회는 레이콘 교수와 수상한 저택은 닌텐도 게임인 레이튼 교수를 패러디로 방영했다.
- 일본판 98화(한국판 85화)는 한국에서 극장판 2기 개봉 특집으로 2016년 7월 18일에 방영을 했다.
- 시즌 3는 시즌 2의 1차 방영 때처럼 일본판과 마찬가지로 한 주에 1회씩만 방영하다가, 시즌 4부터는 다시 1주에 2화씩 방영했다.
- 일본에서는 《요괴워치!》가 별도의 작품이지만, 더빙판에서는 《요괴워치 5》라는 제목으로 《요괴워치 4》에 이어서 2020년 2월 11일부터 7월 27일까지 방영되었다.
- 《요괴워치♪》는 《요괴워치 음표》라는 이름으로 2022년 11월 7일부터 방영하고 있는 중이다.

## 방영되지 않은 이야기들
화수는 모두 일본판 기준이다.

### 요괴워치 1~4기
- 47화: 임진왜란을 다루었고 배경과 등장 인물 자체가 번안을 할 수 없어서 방영하지 않았다.
- 50화 중 결벽장군 부분: 일본 무사 갑옷이 나오기 때문이다. 그렇기 때문에, 55화(한국판:79화) 방영분 중 밸런타인데이 관련 에피소드로 대신 방영했다.
- 54~57화 중 요괴 옛날 이야기 부분: 왜색이 상당히 짙어서 방영하지 않았다.
- 65화 중 요괴대사전 부분: 냄새를 맡는 부분이 방영하기에는 부적절해서 삭제했다.(다만 디즈니 채널에서는 그대로 방영했다.)
- 79화의 바다허깨비 부분: 음란한 부분 때문에 전체가 방영되지 않았으며, 이 화 대신 미니 시리즈로만 방영을 했다.
- 95~102화 중 북두의 견: 잔인하거나 위협적인 내용 때문에 방영하지 않았다. 따라서 에피소드의 순서를 조정했다.
- 107화 중 세기말 학교 편: 위의 '북두의 견'에 등장하는 인물이 있고, 일본식 상투 등 왜색이 짙어서 방영하지 않았다.
- 115화 중 코마상 택시-위스퍼 편: 위스퍼의 모습이 혐오감과 음란성이 있어 방영하지 않았다. 그러나 한국판에서는 85화 방영 시 위스퍼의 모습이 그대로 나왔다.
- 126화 중 이나우사 불가사의 탐정사무소 조사파일7 따라해 마네킹 장면: 어떤 이유 때문인지는 알 수 없다.
- 129화 중 이나우사 불가사의 탐정사무소 조사파일10 무리담 장면: 가부키공연과 같은 일본문화가 나와서 방영하지 않았다.
- 134화 중 비버리멍스의 아이들 스포츠 편: 근대화 이전의 일본공무원 복장이 출현하기 때문이다. 그렇기 때문에, 144화 방영분 중 셋째 파트인 짱짱문어 에피소드로 대신해서 방영했다.
- 143화 중 쓸어핥기 부분: 음란한 장면이 본편과 백멍이 택시까지 나와서 방영되지 않았으며, 그렇기 때문에, 144화 방영분 중 첫째 파트인  특종! 불가사의「무」고트맨 편으로 대신해서 방영했다.
- 144화 중 꼴사납새 부분: 144화 방영분인 짱짱문어 에피소드가 126화에서 먼저 방영되고, 특종! 불가사의「무」고트맨 편이 135화에서 먼저 방영되어서 방송 분량 부족으로 삭제했다.
- 156화 및 158~163화 중 검은 요괴워치 편: 수위 문제로 인해 VOD와 요괴워치 공식 유튜브인 '요Tube'에서만 방영 중이며, 본편과 분리되어 있다. 15세 등급판정을 받았고 총 7화로 구성되어 있다.
- 159화 동백꽃공주 부분: 왜색 요소가 심각한 히나마츠리가 있어서 방영하지 않았다.
- 173화 중 라스트무사냥의 외국문화 체험 닌자편 부분: 183화의 '첩자'편에서 대신 방영했다.
- 195화 중 라스트무사냥의 외국문화 체험 문화의 날 편은 방영하지 않았다.
- 198화 중 원조vs본가 편에서 브리프(삼각)와 트렁크 중 어느것이 더 뛰어난가에 대한 에피소드 부분: 심각한 선정성으로 인해서, 아동의 정서를 악화시킬 수 있는 이유로 방영하지 않았으며, 일본판 201화 중 다사순록 에피소드로 대신 방영했다.
- 201화 중 두번째 에피소드 부분: 198화와 같이 선정적인 요소가 상당수로 나와서 방영하지 않았다.
- 206화의 초엑스칼리버편 중 미스터 스쿱이 채찍에 맞자 좋아하는 표정을 짓는 장면과 인디죠스가 미스터스쿱을 채찍질하는 장면: 국내에서는 폭력을 미화하는 듯한 장면으로 인해 삭제했다.
- 210화 중 히나마츠리편은 왜색으로 인해서 방영하지 않았고, 저금통 편은 이미 방영되었으며, 리액션대왕 편은 10월 9일 방영했다.
- 212화 중 게키카라보이 부분: 주미래가 다른요괴 엉덩이에 핫소스를 꽂는듯한 장면은 모방위험으로 인한 미방영, 백멍이 버스편은 윤민호가 알몸으로 나온것으로 인한 선정성, 버스가 용암에 빠지는 장면은 어린이에게 심각한 충격을 줄 우려로 인해서 방영하지 않았다.
- 213화 중 왕대쪽편은 2차대전당시 일본해군의 전함이고 일본문화가 강하게 나온 관계로 번안을 할 수 없어서 방영하지 않았다.

### 요괴워치!(요괴워치 5기)
- 일본 전국 팽이 찾기 여행! 시리즈 (2~3화, 5~6화, 9~12화, 14화, 16화, 18~19화, 23~25화, 27화, 29~30화, 32화)
- 26화 중 어신녀 및 High & Yo 위스퍼 일가 편: High & Yo 로봇 애니멀스 편과 멍이형제 뷔페 편을 한국판 기준으로 26화에 편입해서 방영했다.
- 27화 중 요괴 명식귀 편: 음란한 부분 때문에 전체가 방영되지 않았으며, 이 화 대신 28화 첫번째 에피소드 부분인 미안문어 편으로 방영했다.
- 35화 중 멍이형제 "선물"편: 한국판 기준으로 32화에 편입해서 방영했다.

### 요괴워치 음표(요괴워치 6기)
- 요괴극장 7화 위스퍼와 콩나무 :
- 요괴워치 음표 12화 :
- 요괴워치 음표 46화 :